# Hamburg
Hamburg (Duits, officieel: Freie und Hansestadt Hamburg, Nedersaksisch: Hamborg [ˈhaˑmbɔːχ]) is een kreisfreie Stadt en metropool in Duitsland. Het is de op een na grootste stad van het land en tevens de belangrijkste havenstad: de rivier de Elbe verbindt Hamburg met de Noordzee. De stad maakt geen deel uit van een deelstaat, maar vormt er zelf een. Binnen de officiële grenzen, die ongeveer 755 km² omsluiten, wonen 1.904.444 inwoners (31 december 2020). In aangrenzende stedelijke gebieden wonen er nog eens 750.000. In de Metropoolregio Hamburg wonen op ruim 26.000 km² vijf miljoen mensen.
Op 31 december 2018 had 15,87% van de inwoners een niet-Duits staatsburgerschap (302.265 niet-Duitsers) en hadden 2.610 inwoners het Nederlandse staatsburgerschap.
Hamburg kent diverse vormen van industrie, en heeft een metro en vliegvelden (Flughafen Hamburg). De Alter Elbtunnel (1911) was de eerste rivierondertunneling op het Europese continent. Er zijn diverse wetenschappelijke instellingen, onder andere een universiteit, twee Max-Planck-Instituten en DESY. De meeste historische gebouwen zijn in de Tweede Wereldoorlog verwoest tijdens het bombardement op Hamburg.

## Geschiedenis

### De ontwikkeling tot handelsstad
De geschiedenis begint omstreeks 825 met de aanleg van de "Hammaburg", een klein kasteel aan de noordoostgrens van het Karolingische Rijk onder keizer Lodewijk de Vrome. In 834 wordt het kerkje binnen de burcht de zetel van het nieuwe aartsbisdom Hamburg. De zetel van het aartsbisdom wordt echter al in 848 naar Bremen verlegd, waarna er sprake is van het aartsbisdom Hamburg-Bremen. Bijna 300 jaar lang speelt Hamburg alleen een rol in de kerkgeschiedenis als basis voor de kerstening van Noord-Europa.
De belening van de graaf van Schaumburg met de graafschappen Holstein en Stormarn vormt een keerpunt in de geschiedenis van Hamburg. De graaf van Holstein wordt beschouwd als de tweede stichter van de stad. In 1143 sticht hij Lübeck, maar hij raakt deze stad in 1158 kwijt aan hertog Hendrik de Leeuw van Saksen. Daarop besluit hij bij de Altstadt van Hamburg een handelsstad te stichten. Deze marktstad Nieuw-Hamburg ontwikkelt zich in hetzelfde tempo als Lübeck. Op 7 mei 1189 krijgt de nieuwe stad handels- en scheepvaartprivileges van keizer Frederik I. Als aan de bedreiging door Denemarken in 1227 door de slag bij Bornhöved een eind is gekomen, groeit de stad gedurende die eeuw uit tot de viervoudige omvang. De oude aartsbisschoppelijke stad wordt door de graaf van Holstein in 1228 gekocht, zodat beide stadsdelen nu in handen van de graaf van Holstein zijn. In 1284 vond in Hamburg een grote stadsbrand plaats.
De sterke groei is te danken aan de centrale ligging ten opzichte van de belangrijkste handelsroutes op de Noordzee en de Oostzee en het lidmaatschap van de Duitse Hanze, een handelsverbond.

### Vorming van het territorium
Om de handelsroutes te beschermen voert de stad een actieve territoriale politiek. In eigendom of pandbezit krijgt de stad: Tatenberg (1434), Billwerder Ausschlag (1375), Hammer Brook (1383), Billwerder (1385), Ochsenwerder en Moorwerder (1395), en Bergedorf en de Vierlanden (1420). Ten westen van Hamburg koopt de stad in 1375 het Glindesmoor en bouwt daar in 1390 de Moorburg. Vervolgens in 1445 als pand de noordelijke helft van Finkenwerder. In 1393 worden het ambt en het slot Ritzebüttel veroverd, waardoor de stad ook de monding van de Elbe beheerst. In 1359 krijgt Hamburg van keizer Karel IV het recht rovers op haar gebied te berechten. De stad interpreteert dit recht zeer ruim. Van 1433 tot 1493 bezit Hamburg de stad Emden in Oost-Friesland.
Om de defensie van de stad te versterken worden de volgende dorpen gekocht: Wohldorf, Volksdorf (1437), Groß Hansdorf (1444) en Ohlstedt (1463).

### Van Holsteinse stad tot rijksstad
Sinds het midden van de vijftiende eeuw gedraagt Hamburg zich als een vrije stad, hoewel het die status niet heeft. De stad betaalt geen belasting aan de graaf van Holstein, maar weigert ook rijksbelasting met als argument dat Hamburg geen rijksstad is, maar een Holsteinse stad.
In 1529 wordt de reformatie ingevoerd. Door de secularisatie van geestelijke bezittingen komen de dorpen Eimsbüttel, Harvestehude, Eppendorf, Winterhude, Groß-Borstel, Ohlsdorf en delen van St. Pauli in het bezit van de stad.
Na 1550 streeft de stad Lübeck voorbij en wordt Hamburg de grootste handelsplaats van Noord-Europa.
In de 16e en 17e eeuw nam de handel van en naar Hamburg sterk toe. De stadsbevolking groeide ook sterk van zo’n 17.000 mensen omstreeks het midden van de 16e eeuw naar 40.000 in 1616. Het stadsbestuur nam de Nederlandse vestingbouwer Jan van Valckenbourgh in dienst om nieuwe stadswallen aan te leggen. Het werk duurde van 1616 tot 1628 en de ruimte binnen de stadsmuren verdubbelde door de toevoeging van Neustadt aan de westoever van de Alster. Dankzij de sterke verdediging bleef de stad relatief gespaard gedurende de Dertigjarige Oorlog.

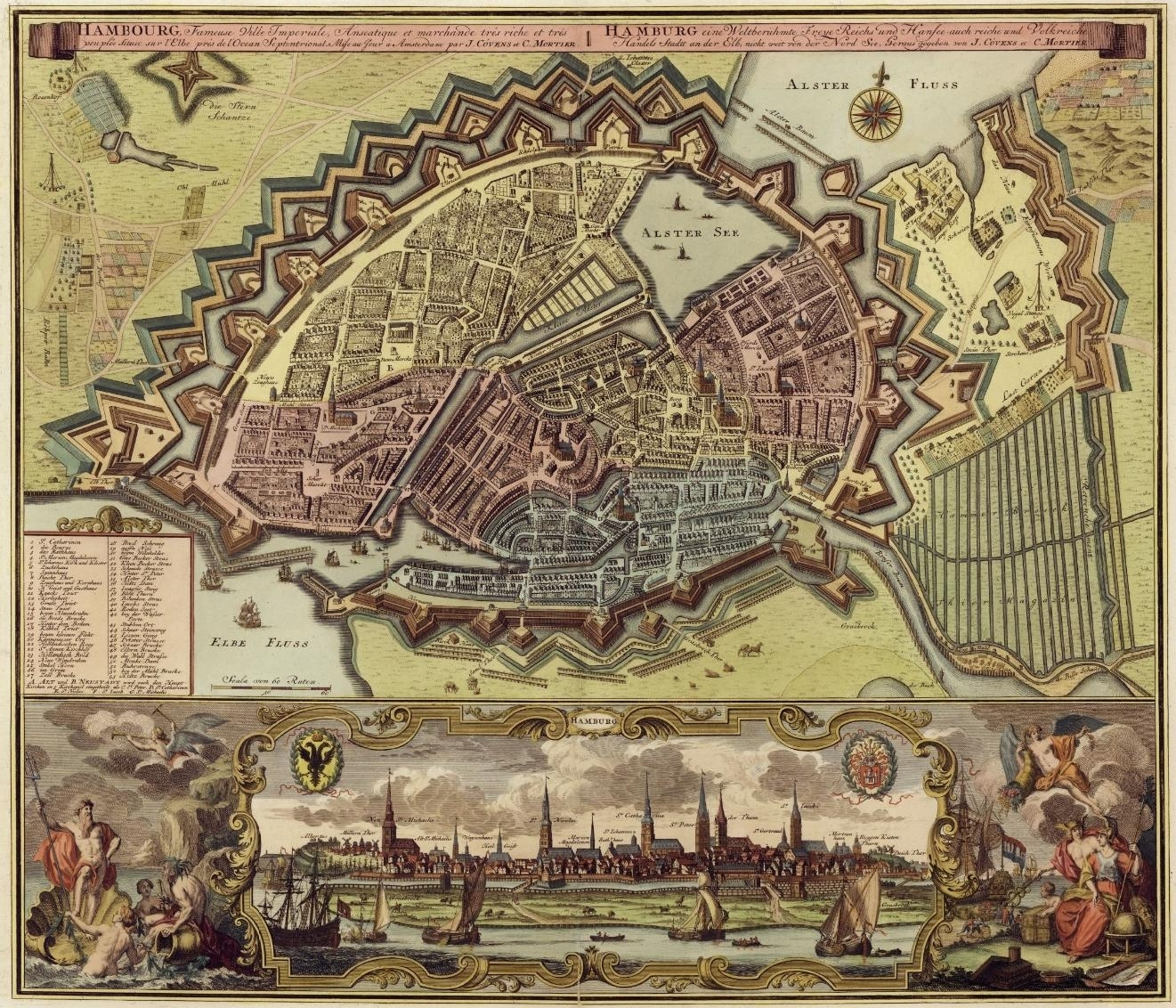
Plattegrond Hamburg uit 1730 gemaakt door Covens & Mortier

Pas op 27 mei 1768, met het verdrag van Gottorf tussen Denemarken en Hamburg, komt er een eind aan de onduidelijkheid rond de status van Hamburg. Het is nu een keizerlijke vrije rijksstad en kan zijn zetels innemen op de Rijksdag en de Kreitsdag. Ook verwerft de stad de eilanden in de Elbe, waar een eeuw later de nieuwe havens zullen worden aangelegd.
In de Reichsdeputationshauptschluss van 25 februari 1803 wordt in paragraaf 27 geregeld dat Hamburg als een van de weinige (6) Rijkssteden zelfstandig blijft. Alle bezittingen en rechten die het domkapittel nog binnen zijn gebied heeft, vallen aan de stad. Drie maanden later al bezetten Franse troepen het neutrale Hamburgse ambt Ritzebüttel.

### Vrije en Hanzestad
Als keizer Frans II op 6 augustus 1806 de kroon neerlegt, komt er aan het Heilige Roomse Rijk een einde. Hamburg wordt daardoor een soevereine staat onder de titel Vrije Hanzestad.
Aan deze zelfstandigheid komt al in 1810 een eind, doordat de stad wordt ingelijfd bij het keizerrijk Frankrijk. Wanneer op 30 mei 1814 de Franse troepen de stad verlaten, nemen de bestuurders van het oude bewind de regering in handen. Het congres van Wenen in 1815 bevestigt de zelfstandigheid van de stad binnen de Duitse Bond. Sinds 1819 noemt de stad zich Vrije en Hanzestad.

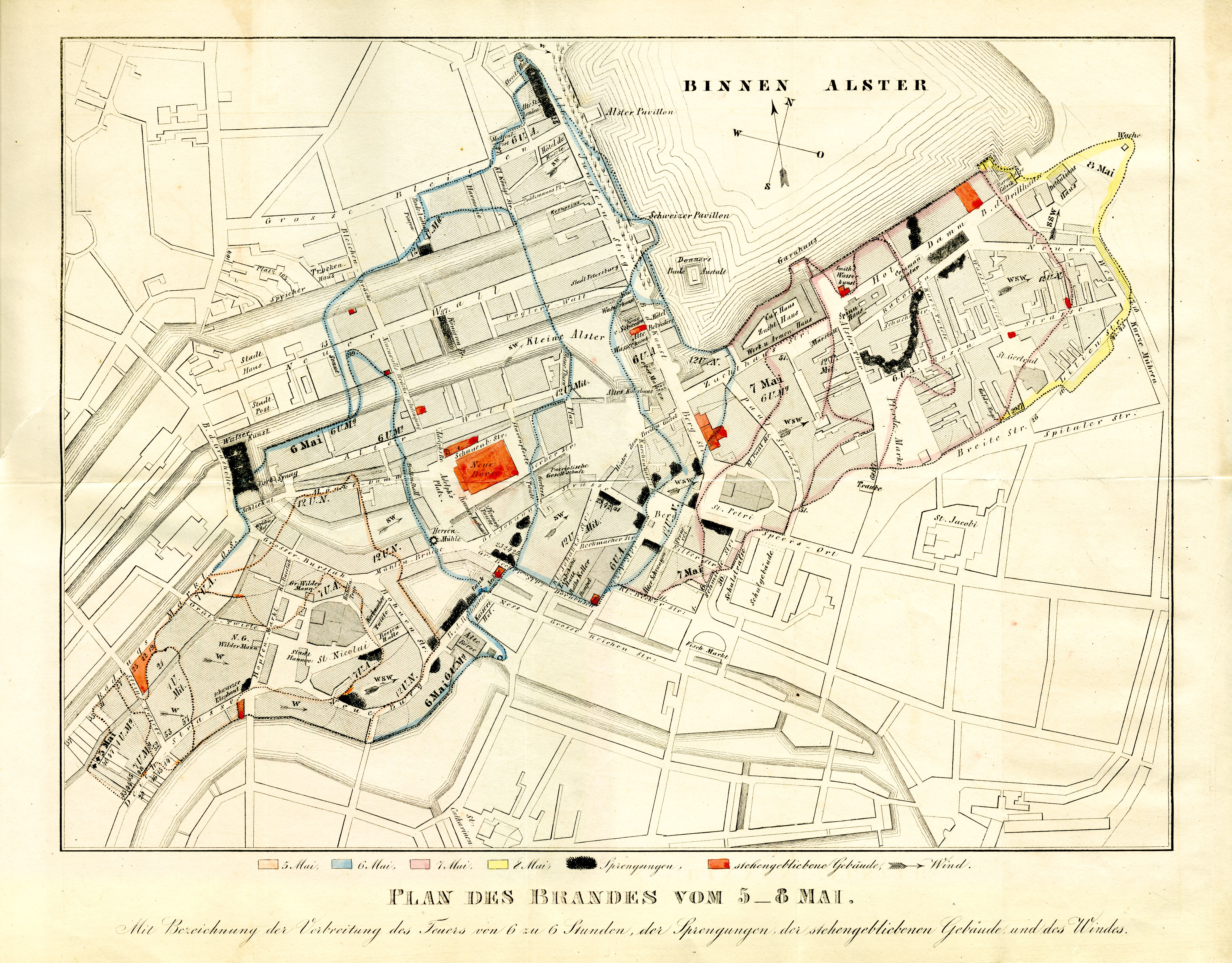
Kaart met het gebied dat in de brand van 1842 in de as werd gelegd

In de nacht van 5 mei 1842 breekt in een huis aan de Deichstraße nummer 42 brand uit. Het vuur breidt snel uit en kan pas na vier dagen worden gedoofd. Grote delen van de stad worden in de as gelegd. Ruim 1750 gebouwen gaan verloren, waaronder de St.-Petri-Kirche, de Nicolaaskerk (waarvan de toren nog staat) en het stadhuis. Bij de brand kwamen 51 mensen om het leven.

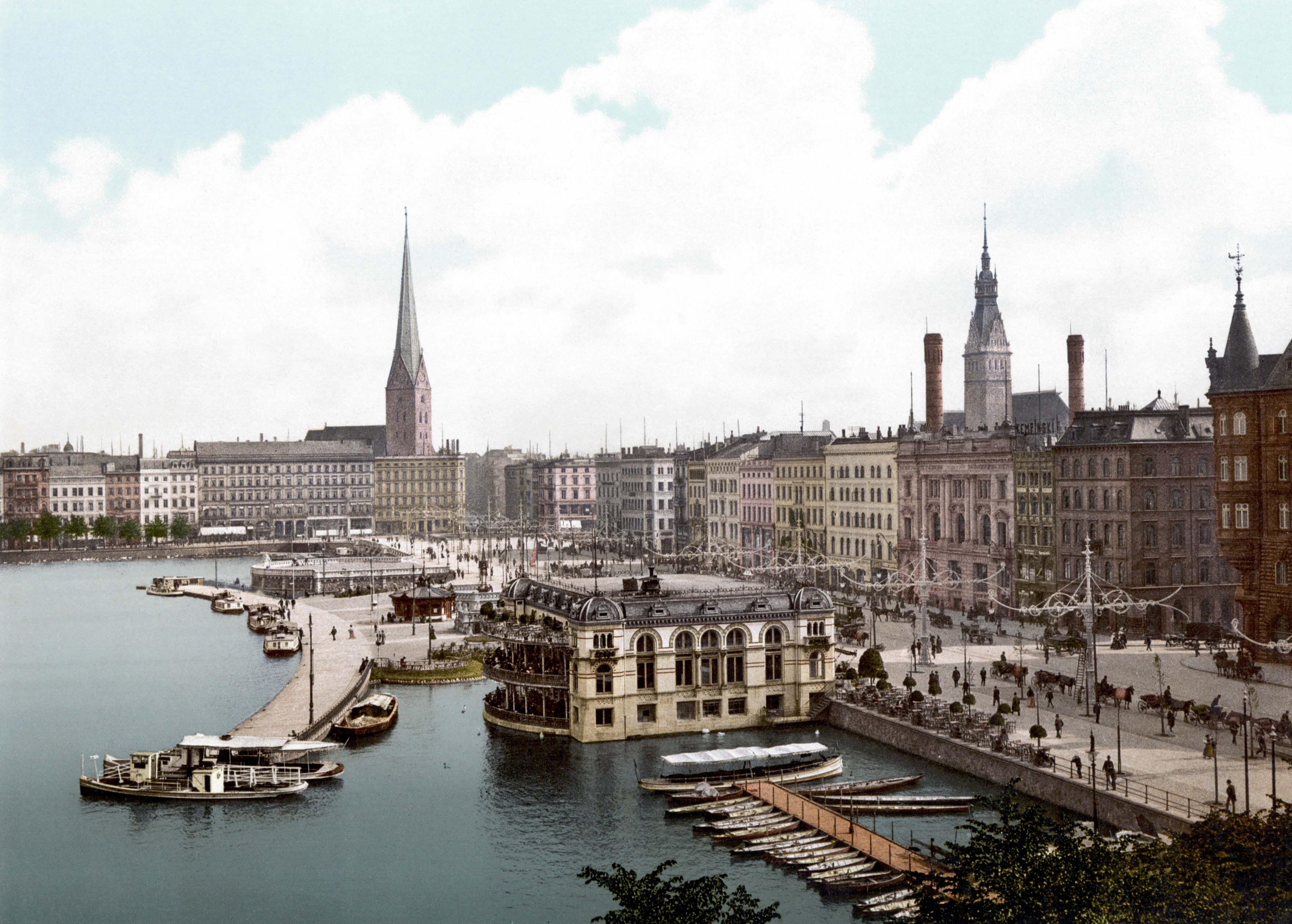
Hamburg in 1895

In 1867 wordt de stad lid van de onder Pruisische leiding staande Noord-Duitse Bond, waardoor op 31 maart 1868 een eind komt aan de soevereiniteit. De Hamburgse consulaten worden gesloten en er varen niet langer schepen onder de vlag van Hamburg. Economisch blijft Hamburg nog tot 1881 los van het Duitse Rijk. In 1892 brak in Hamburg een cholera-epidemie uit waardoor 17.000 personen ziek werden en 8.600 inwoners overleden. De stad leverde een infanterieregiment aan het Duitse leger en een groot aantal matrozen. Voor de militairen werd in 1915 het Hanseatenkruis ingesteld.
Het gebied van Hamburg wordt tijdens het Derde Rijk sterk uitgebreid. In de Groot-Hamburgwet van 26 januari 1937 worden onder andere de Pruisische steden Altona, Harburg en Wandsbek bij de stad gevoegd.
In de nacht van 16 op 17 februari 1962 richtte een zware storm in de noordelijke delen van Duitsland veel schade aan. Dijken langs de Elbe bezweken en leidde tot grote overstromingen. In Hamburg zorgde de watersnoodramp vooral in Wilhelmsburg voor veel schade. Helmut Schmidt's energieke crisismanagement hierbij maakte hem over de gehele Bundesrepubliek bekend; het werd een basis voor zijn latere landelijke politieke loopbaan.

### Geweldloos verzet tegen het nationaalsocialisme
Niet zo bekend is dat tijdens de Tweede Wereldoorlog een verzetsbeweging actief was. Deze wordt wel Weiße Rose Hamburg genoemd en was actief vanaf 1935 tot 1943. Vaak worden leraren en leerlingen van de Lichtwarkschule hierin aangehaald. Opvallend was hun geweldloosheid. Men organiseerde bijvoorbeeld leesavonden van verboden boeken. Toch zijn ook hierom mensen (als Margaretha Rothe) omgebracht. 
Ook waren er contacten met de Weiße Rose in München, zoals een relatie tussen Traute Lafrenz (Hamburg) en Hans Scholl (München).

### Luchtaanvallen in de Tweede Wereldoorlog

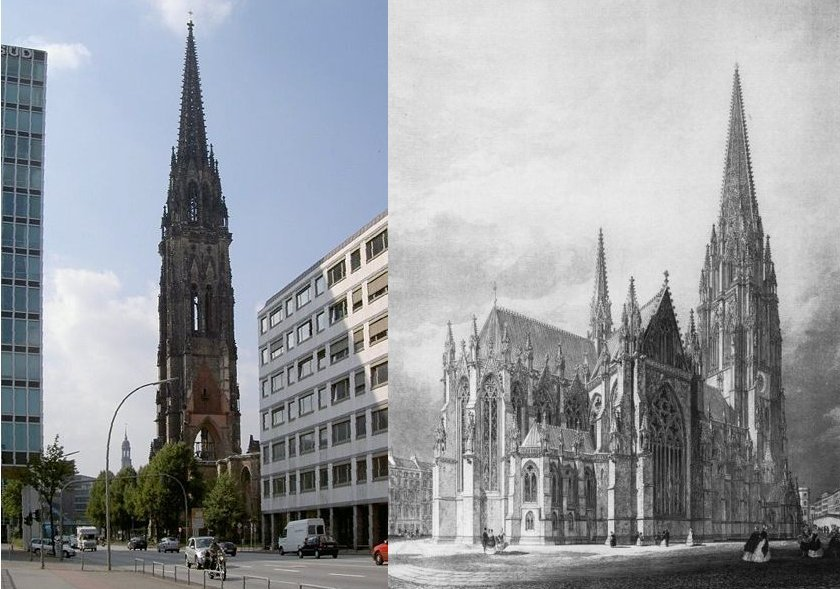
Nikolai Kerktoren (nu en vroeger)

Tijdens de Tweede Wereldoorlog onderging Hamburg een reeks geallieerde luchtaanvallen, die een groot deel van de stad en de haven verwoestten. Op 23 juli 1943 creëerde de RAF met brandbombardementen een vuurstorm, die zich vanaf het Hauptbahnhof verspreidde, snel naar het zuidoosten trok en hele stadsdelen volledig vernietigde. Duizenden mensen kwamen om in deze dichtbevolkte arbeidersbuurten. De aanvallen, met de codenaam Operation Gomorrah, doodden minstens 42.600 burgers; het precieze aantal is niet bekend.

## Geografie

### Stadsindeling

Bezirke van Hamburg

De Freie und Hansestadt Hamburg is ingedeeld in zeven districten of Bezirke die op hun beurt zijn ingedeeld in totaal 104 stadsdelen of Stadtteile.
| District                   | Oppervlakte (km²) | Inwoners | # stadsdelen |
| -------------------------- | ----------------- | -------- | ------------ |
| Hamburg-Mitte              | 142,2             | 301.231  | 19           |
| Altona                     | 77,9              | 275.664  | 14           |
| Eimsbüttel                 | 49,8              | 269.118  | 9            |
| Hamburg-Nord               | 57,8              | 315.514  | 13           |
| Wandsbek                   | 147,5             | 442.702  | 18           |
| Bergedorf                  | 154,8             | 130.994  | 14           |
| Harburg                    | 125,2             | 169.221  | 17           |
| Vrije en Hanzestad Hamburg | 755,2             | [ 1 ]    | 104          |

## Demografie
Op 31 december 2020 had Hamburg 1.904.444  inwoners. Daarvan had 14,2% niet de Duitse nationaliteit (vooral Turken, ex-Joegoslaven en Polen). In 1964 had Hamburg een bevolkingsaantal van 1.857.431.

### Religie
Hamburg is sinds de Reformatie hoofdzakelijk een evangelisch-lutherse stad. In 2007 was 30,7 % van de bevolking ingeschreven bij de Evangelische Kirche en 10,3 % bij de Katholieke Kerk. Er zijn ook gemeenschappen van moslims en hindoes.

### Taal
Tot ver in de 19e eeuw was het Nederduits de omgangstaal van de Hamburgers. Deze taal werd langzamerhand verdrongen door het Hoogduits, dat al vanaf de 16e eeuw de schrifttaal was. Hierdoor ontstond een vorm van et Missingsch. Het Hamburgs wordt nog steeds gesproken en heeft veel kenmerken uit het Nederduits. Door de komst van immigranten in de jaren 60 is de taal ook beïnvloed, vooral door het Portugees, Turks, Russisch en het Pools.

### Volkslied
Stadt Hamburg an der Elbe Auen is al sinds 1828 het volkslied van Hamburg.

## Politiek

### Wetgevende macht
De wetgevende macht van de deelstaat Hamburg berust bij de Hamburgische Bürgerschaft, het parlement. Verkiezingen voor de Bürgerschaft worden om de vier jaar gehouden. De samenstelling van de 22e naoorlogse Bürgerschaft (sinds 2020) ziet er als volgt uit:
| Partij    | zetels | %     |
| --------- | ------ | ----- |
| SPD       | 54     | 39,2% |
| Grüne     | 33     | 24,2% |
| CDU       | 15     | 11,2% |
| Die Linke | 13     | 9,1%  |
| AfD       | 7      | 5,3%  |
| FDP       | 1      | 4,97% |
| Overig    | 0      | 6,1%  |
| Totaal    | 123    | 100%  |

### Uitvoerende macht
De Bürgerschaft kiest de regering (uitvoerende macht) van Hamburg, de Senaat (Senat) genaamd. Iedere senator heeft een ministerie onder zijn of haar hoede. De door de Bürgerschaft uit het midden van de Senaat gekozen eerste burgemeester (Erste Bürgermeister) treedt op als voorzitter van de Senaat. De eerste burgemeester wordt bijgestaan door een tweede burgemeester (Zweite Bürgermeister).
| Ambt                          | persoon            | partij |
| ----------------------------- | ------------------ | ------ |
| Eerste Burgemeester           | Peter Tschentscher | SPD    |
| Tweede Burgemeester           | Katharina Fegebank | Grüne  |
| President van de Bürgerschaft | Carola Veit        | SPD    |

### De deelstaatverkiezingen van 2011 en 2015
In februari 2011 werden in Hamburg tussentijdse verkiezingen gehouden nadat de regerende coalitie van CDU en de groene partij GAL (Bündnis 90/Die Grünen) gevallen was. Bij deze verkiezingen behaalde de SPD een absolute meerderheid van 62 zetels, terwijl de CDU een verlies leed van rond de 20% (28 zetels). Bündnis 90/Die Grünen wist twee zetels te winnen. SPD-politicus Olaf Scholz werd de nieuwe burgemeester.
Bij de verkiezingen van 2015 bleef de SPD veruit de grootste partij, maar met een verlies van vier zetels verloren de sociaaldemocraten wel hun meerderheid. Burgemeester Scholz vormde hierop een coalitie met Bündnis 90/Die Grünen. De CDU viel nog verder terug en moest nog eens acht zetels inleveren, maar bleef desondanks de tweede partij. De linkse partijen Bündnis 90/Die Grünen en Die Linke behaalden een winst van respectievelijk één en drie zetels. De FDP bleef met negen zetels stabiel, terwijl de nieuwe partij Alternative für Deutschland vanuit het niets acht zetels bemachtigde.

### Stedenbanden
Hamburg heeft met verschillende steden een stedenband:
- Chicago (Verenigde Staten), sinds 1994
- Dar es Salaam (Tanzania), sinds 2010
- Dresden (Duitsland), sinds 1987
- León (Nicaragua), sinds 1989
- Marseille (Frankrijk), sinds 1958
- Osaka (Japan), sinds 1989
- Praag (Tsjechië), sinds 1990
- Shanghai (China), sinds 1986
- Sint-Petersburg (Rusland), sinds 1957

## Economie

### Haven

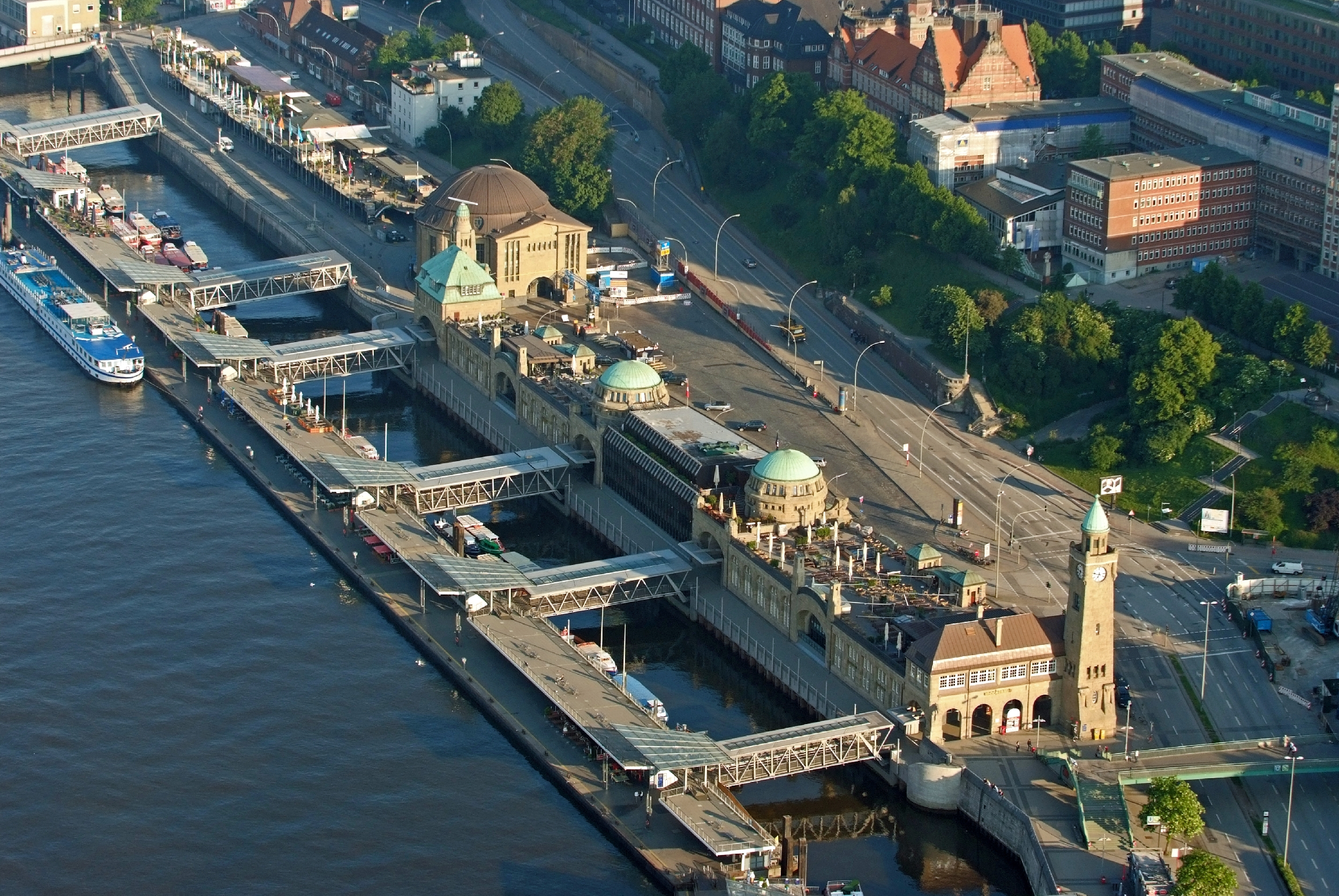
St. Pauli-Landungsbrücken

De haven van Hamburg is de grootste zeehaven van Duitsland. Het zwaartepunt ligt op containeroverslag. Hamburg is in dat opzicht de derde Europese haven en de 18de op wereldschaal (2020). Het havenareaal telt 7399 ha (waarvan 6480 ha in gebruik), hiervan is 4331 ha landoppervlak. Door steeds groter wordende schepen dreigt verlies van overslag aan andere havens. Om dit te keren zou een uitdieping van de Elbe noodzakelijk zijn.

## Stadsbeeld

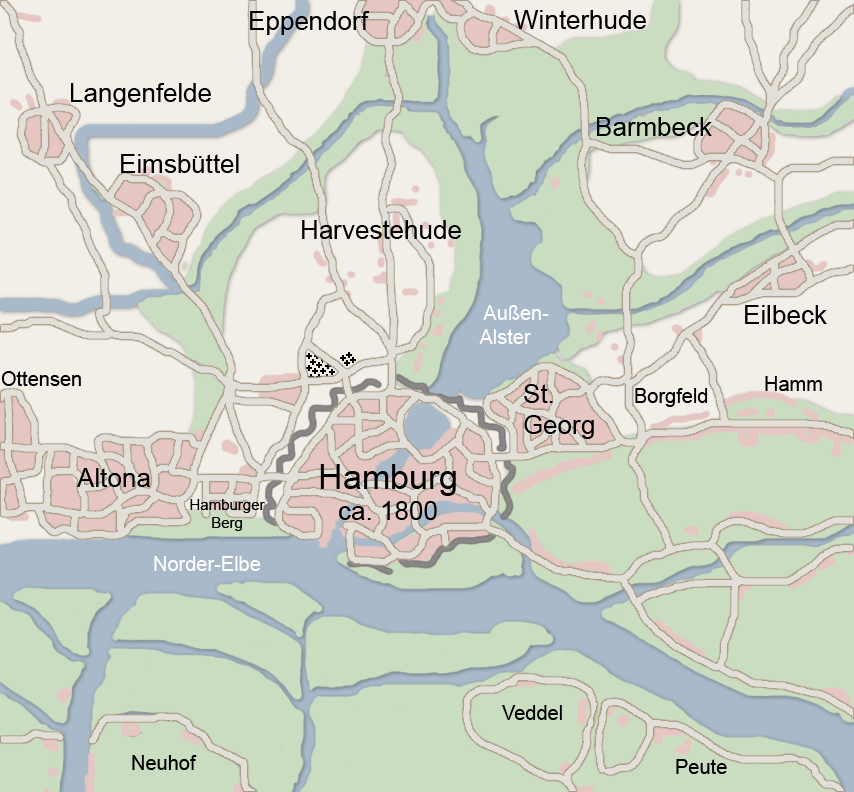
Hamburg, 1800

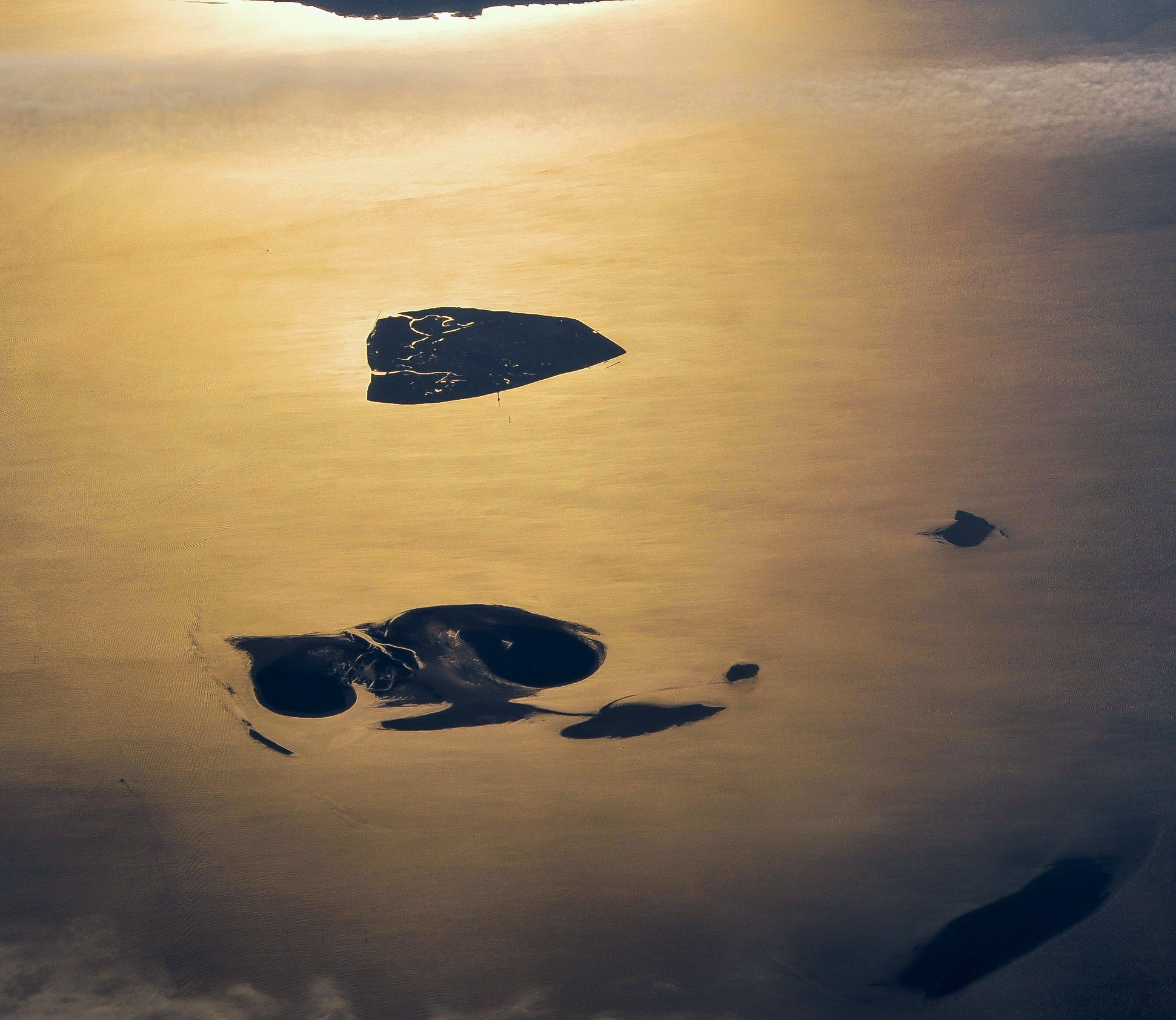
Het stuk van de Noordzee op deze luchtfoto is het Nationale Park Hamburgse Waddenzee en behoort bestuurskundig tot het district Hamburg-Mitte. Er wonen 39 mensen, op het eiland Neuwerk (zichtbaar boven het midden)

Het traditionele bouwmateriaal in de stad bleef tot ver in de 20e eeuw baksteen, waardoor Hamburg zowel de stad van de baksteengotiek als de stad van het baksteenexpressionisme is.
Hamburg leed door luchtbombardementen in de Tweede Wereldoorlog grote schade, die slechts gedeeltelijk werd hersteld. Het stadsbeeld wordt gedomineerd door vijf kerktorens en de toren van het uit 1897 daterende raadhuis. Van de torens van de vijf hoofdkerken was die van de St. Nikolai van 1874 tot 1876 kortstondig de hoogste van de wereld. De bijbehorende kerk is na de oorlog niet meer herbouwd. Als het symbool van de stad geldt een andere toren, die van de Sint-Michielskerk (1751-1762). De andere belangrijke kerken zijn de neogotische Sint-Petruskerk (1842, met 14e-eeuwse delen), de Sint-Jacobikerk met zijn beroemde Schnitgerorgel en Drievuldigheidsaltaar (1518; meester Johan van Collen) en de Sint-Catharinakerk (1380-1426). Slechts enkele recentere gebouwen in de binnenstad, waaronder de Elbphilharmonie, steken boven de kerktorens uit.
Op een eiland in de Elbe bevindt zich de Speicherstadt, een groot complex van op palen gebouwde pakhuizen uit het eind van de 19e eeuw. Karakteristieke 20e-eeuwse bakstenen gebouwen bevinden zich in het Kontorhausviertel, waaronder het Chilehaus van Fritz Höger (1924). Deze beide locaties werden op 5 juli 2015 door de UNESCO uitgeroepen tot cultureel werelderfgoed en toegevoegd aan de werelderfgoedlijst. Aan de Elbeoever is een grootscheeps stadsvernieuwingsproject bezig in de wijk HafenCity met de Elbphilharmonie als nieuw landmark voor de stad.
Over de kanalen in Hamburg liggen in totaal meer dan 2500 bruggen. Daarmee heeft Hamburg meer bruggen dan Amsterdam en Venetië samen, waarbij moet worden opgemerkt dat onder die bruggen ook veel viaducten en spoorbruggen worden gerekend, die in het Duits alle onder de noemer "Brücke" vallen.
Ten westen van het stadscentrum ligt de uitgaanswijk Sankt Pauli, waar de Reeperbahn, bijgenaamd die sündige Meile, de bekendste straat is.
De waddeneilanden Neuwerk en Scharhörn, zo'n 100 kilometer van Hamburg gelegen, vallen ook onder Hamburg (district Hamburg-Mitte).

## Cultuur

### Bezienswaardigheden

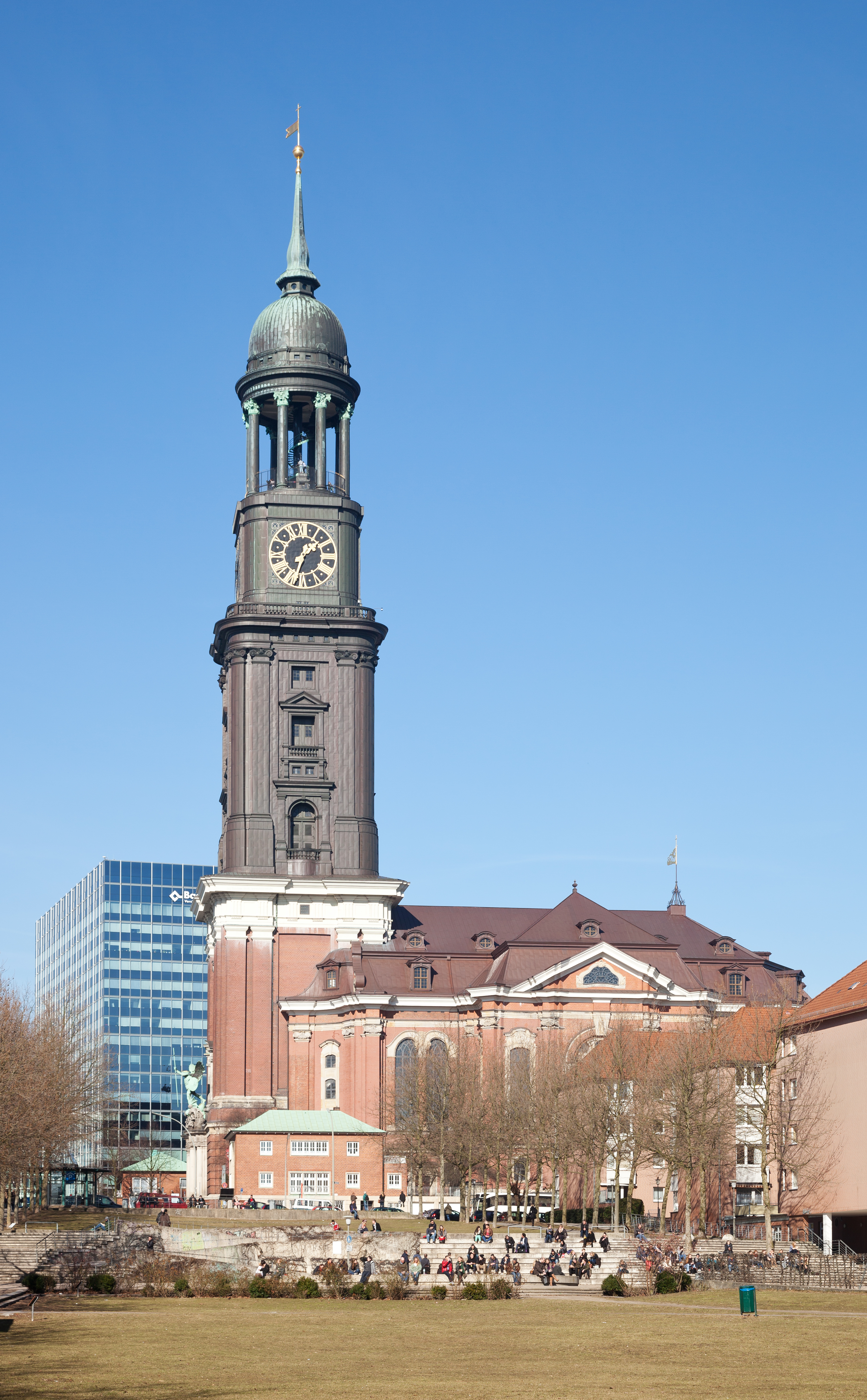
St. Michaelis Kerk

#### Kerken
- Sint-Catharinakerk
- Nieuwe Mariadom
- Nikolaiturm
- St.-Petri-Kirche
- Sint-Jacobikerk
- St. Michaelis Kerk

#### Concertzalen

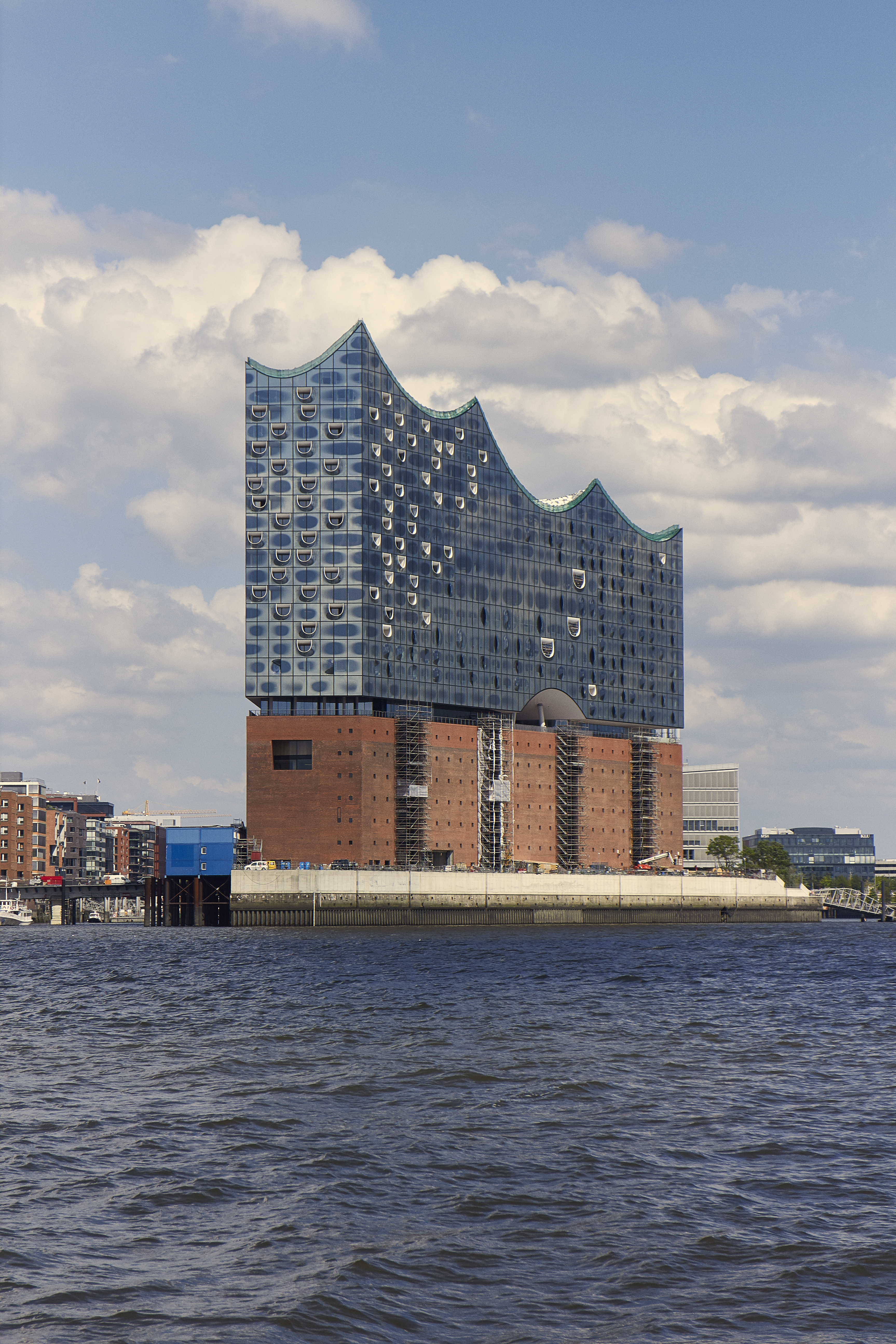
De Elbphilharmonie

- Elbphilharmonie
- Laeiszhalle

#### Theaters
- Deutsches Schauspielhaus
- Thalia Theater
- Altonaer Theater
- Ernst Deutsch Theater
- Ohnsorg-Theater
- Kammerspiele
- Harburger Theater
- The English Theatre of Hamburg
- Komödie Winterhuder Fährhaus
- Theater an der Marschnerstraße
- Allee-Theater

#### Musea

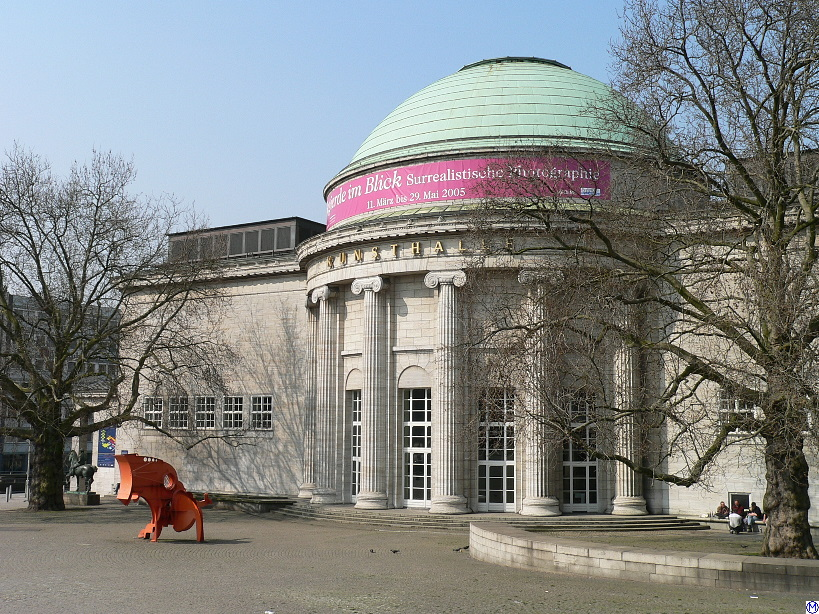
Hamburger Kunsthalle

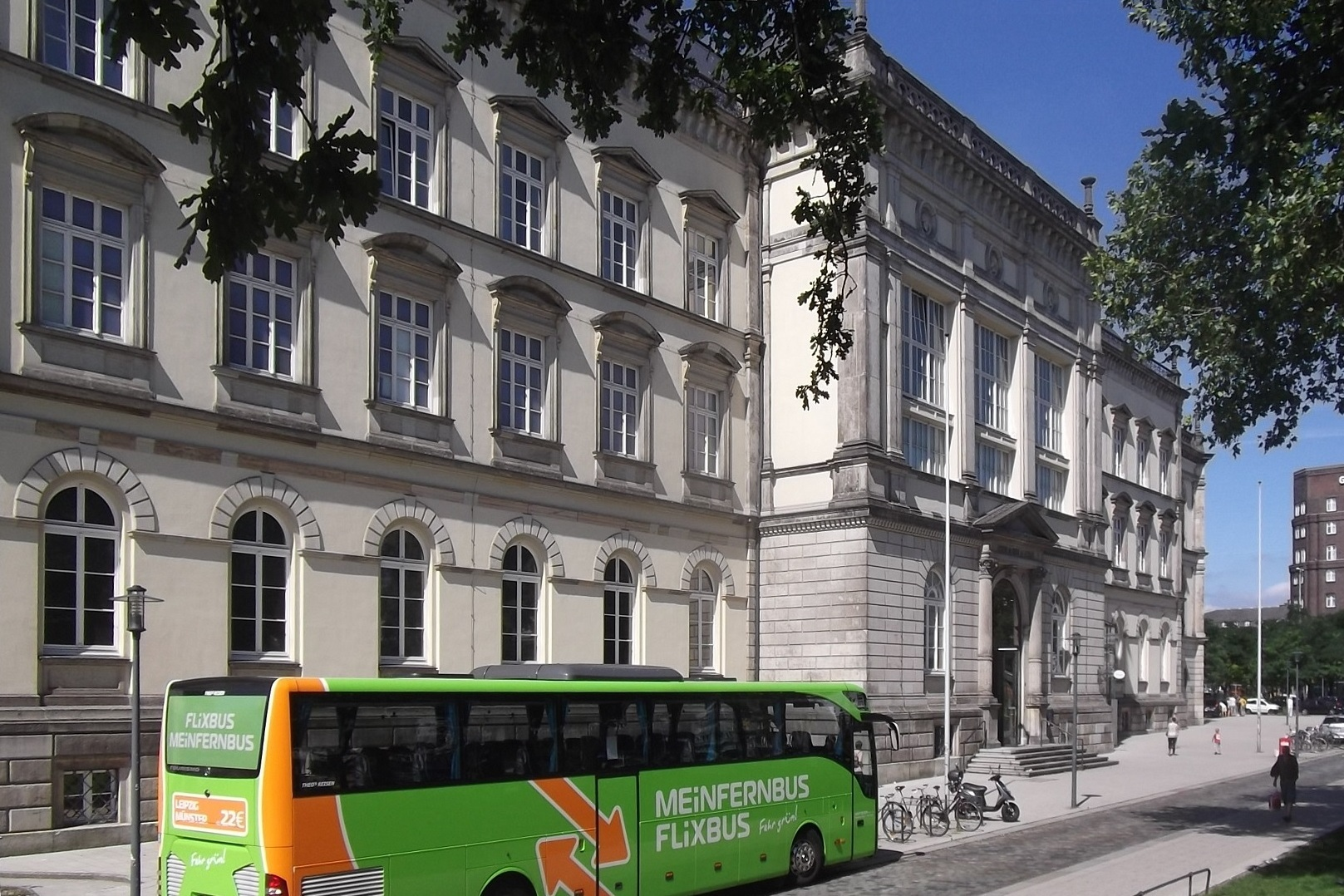
Museum für Kunst und Gewerbe

- KomponistenQuartier Hamburg, met daarbij aangesloten:
  - Brahms-Museum
  - Telemann-Museum
  - Carl Philipp Emanuel Bach Museum
  - Johann Adolf Hasse Museum
  - Gustav Mahler-Museum
  - Fanny & Felix Mendelssohn Museum
- Beatlemania Hamburg (2009-2012)
- Hamburger Kunsthalle
- Museum für Kunst und Gewerbe
- Museum für Völkerkunde Hamburg
- Archäologisches Museum Hamburg, voorheen Helms- Museum genaamd
- Museum für Hamburgische Geschichte, gelegen in het uiterste westen van het fraaie, langgerekte park Planten un Blomen
- Afghanisches Museum Hamburg
- Ernst-Barlach-Haus Hamburg in Jenischpark
- Bucerius Kunst Forum
- Freie Akademie der Künste in Hamburg
- Kunstverein in Hamburg
- Deichtorhallen
  - Internationales Haus der Photographie Hamburg in den Deichtorhallen
- Puppenmuseum Falkenstein
- Das Auswanderer Museum BallinStadt
- Internationales Maritimes Museum Hamburg
- Scheepvaartmuseum Museumshafen Oevelgönne
- U-Bootmuseum U-434
- museumschip Cap San Diego

#### Diversen

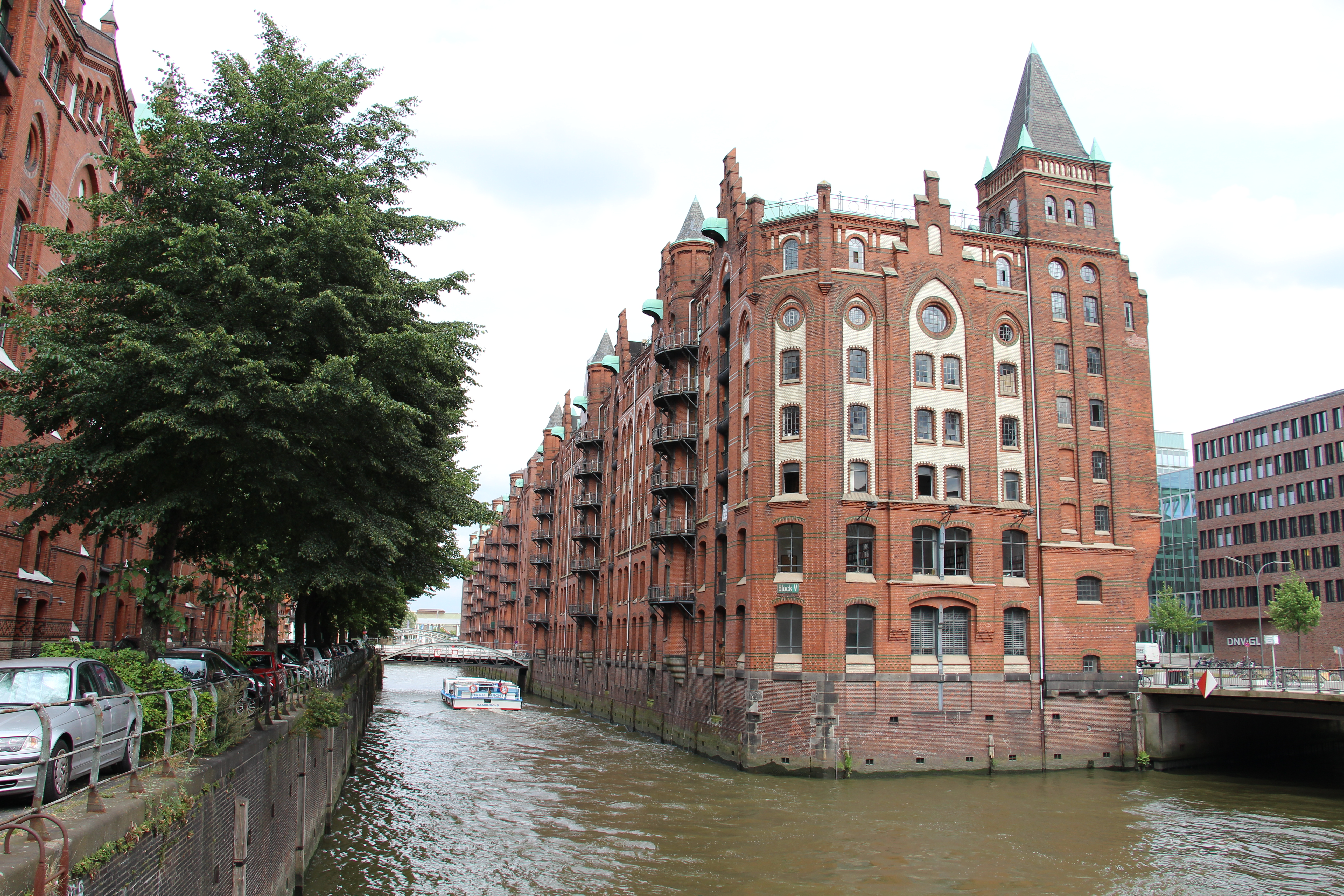
Speicherstadt

- Speicherstadt en het Kontorhausviertel met het Chilehaus (UNESCO werelderfgoed)
- Hamburg Hauptbahnhof
- Passagiersterminal St. Pauli-Landungsbrücken
- St. Pauli-Elbtunnel

### Sport

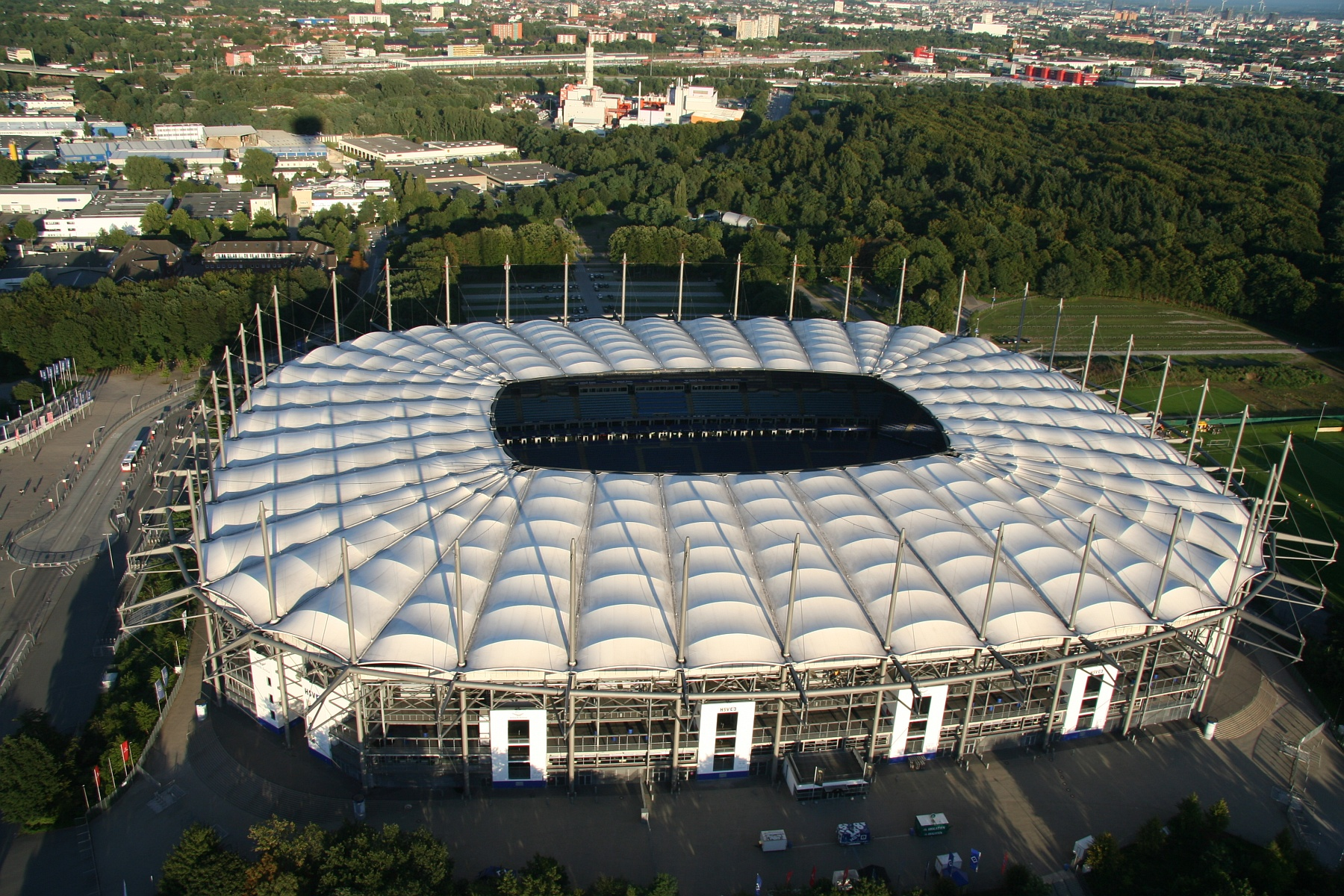
Het Volksparkstadion

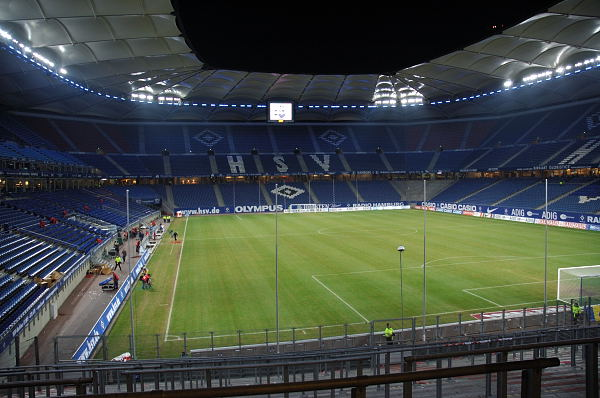
Stadion van Hamburger SV

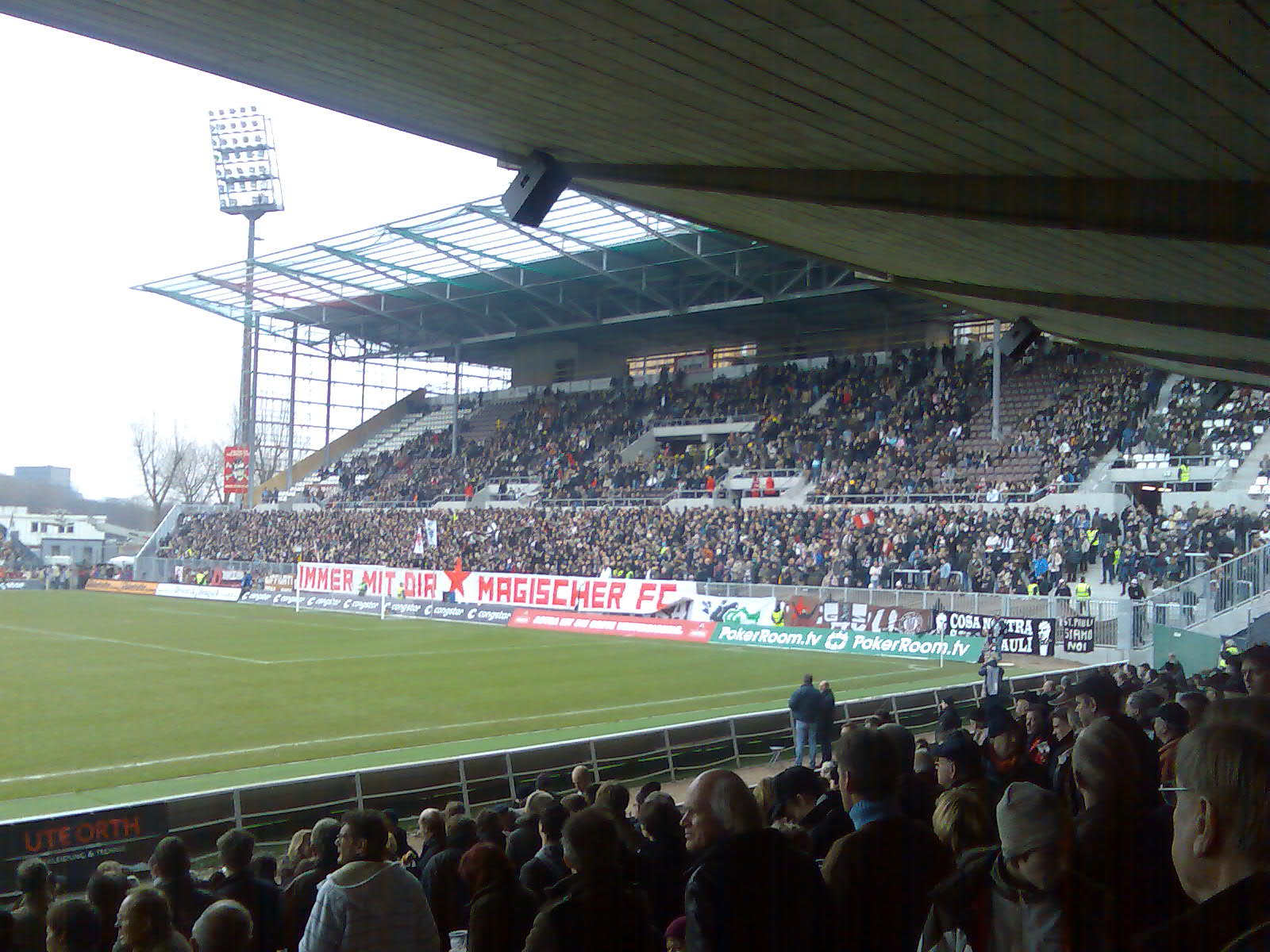
Stadion van FC St. Pauli

#### Geschiedenis
De omnisportvereniging Hamburger Turnerschaft 1816 is een van de oudste sportclubs ter wereld. Voetbal kwam pas zeventig jaar later op, toch altijd nog vroeger dan in veel andere Duitse steden.

##### Sportinfrastructuur
De Volksparkstadion van HSV is het grootste stadion van de stad en het werd gebruikt tijdens het WK 2006 en EK 2024. Ook bij het WK voetbal van 1974 en EK voetbal van 1988 was Hamburg met een nog niet gerenoveerd Volksparkstadion speelstad.
De O2 World is een multifunctioneel stadion dat voor handbal en hockey gebruikt wordt. Verder zijn er nog de Alsterschwimmhalle en Sporthalle Hamburg.

#### Voetbal
Voetbal werd al vroeg beoefend in de havenstad. In 1887 werd SC Germania 1887 opgericht en een jaar later HFC 1888. In 1895 werd een stadscompetitie van Hamburg en de buurstad Altona georganiseerd. Germania, Altonaer FC 1893 en later ook door FC Victoria 1895 domineerden deze competitie en werden bovendien een aantal keren Noord-Duits kampioen. In 1919 fuseerden de clubs tot HSV. Vanaf 1921 was er de Groot-Hamburgse competitie, gedomineerd door de fusieclub HSV, die in de jaren twintig twee keer landskampioen werd. Tot 2018 was het de enige Duitse club die nooit was gedegradeerd uit de hoogste klasse. Thuisbasis van de club is het Volksparkstadion in Altona.
Behalve HSV kon alleen FC St. Pauli actief blijven in de hogere reeksen. De club speelde voornamelijk in de hoogste klasse, waaronder acht seizoenen in de Bundesliga, die in 1963 werd ingevoerd als hoogste klasse. Sinds 2011 speelt de club in de Tweede Bundesliga en is sinds 2020 ook koploper wat betreft het aantal seizoenen in de 2. Bundesliga. Deze club speelt in het Millerntor-Stadion in St. Pauli.
Tot aan de competitiehervormingen van 1933 behoorde de Hamburgse competitie tot de hoogste Duitse klasse, maar in dat jaar werd hij ingeschaald op het tweede niveau. Vanaf 1945 behoorde de Stadtliga Hamburg opnieuw tot de hoogste klasse. Deze is later samengegaan met de Oberliga Hamburg. Na vele veranderingen in de competitieopzet dit anno 2018 de vijfde klasse, een amateurklasse.
In 1895 werd een stadscompetitie van Hamburg en de buurstad Altona georganiseerd.

#### IJshockey
Het professioneel ijshockeyteam Hamburg Freezers kwam uit in de Deutsche Eishockey Liga. In het voorjaar van 2016 viel echter het doek, toen de Amerikaanse investeerders niet langer bereid waren geld in de club te steken.

#### Handbal
Het handbalteam HSV Hamburg is een succesvol handbalteam dat in 2013 Europees kampioen werd. Rond kerst 2015 ging de club failliet, mede vanwege malversaties, maar na een doorstart speelt hij sinds 2021 weer op het hoogste niveau.

#### Atletiek
De Marathon van Hamburg vindt elk jaar in april plaats.

#### Wielrennen
In augustus wordt sinds 1996 jaarlijks de Cyclassics Hamburg verreden. Deze wordt beschouwd als de belangrijkste eendaagse wielerwedstrijd van Duitsland en maakt deel uit van de UCI World Tour.

## Verkeer en vervoer

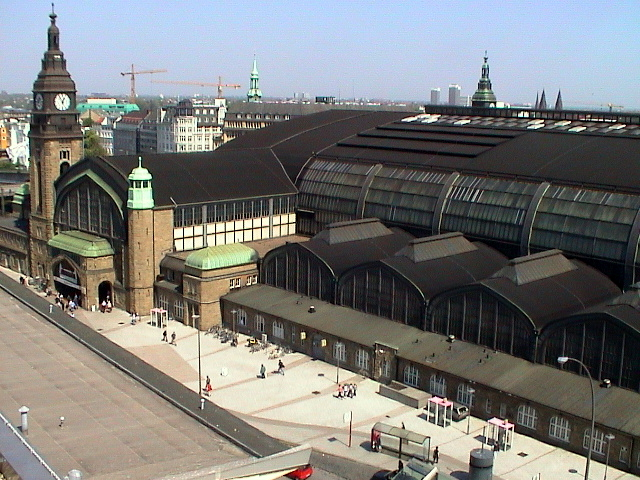
Hamburg Hauptbahnhof

### Spoorwegen
Het belangrijkste station van de stad is Hamburg Hauptbahnhof. Andere stations zijn Hamburg-Altona, Hamburg-Bergedorf, Hamburg Dammtor, Hamburg-Eidelstedt, Hamburg-Harburg, Hamburg-Harburg Rathaus, Hamburg Hasselbrook, Hamburg Sternschanze en Hamburg-Wandsbek.

## Media

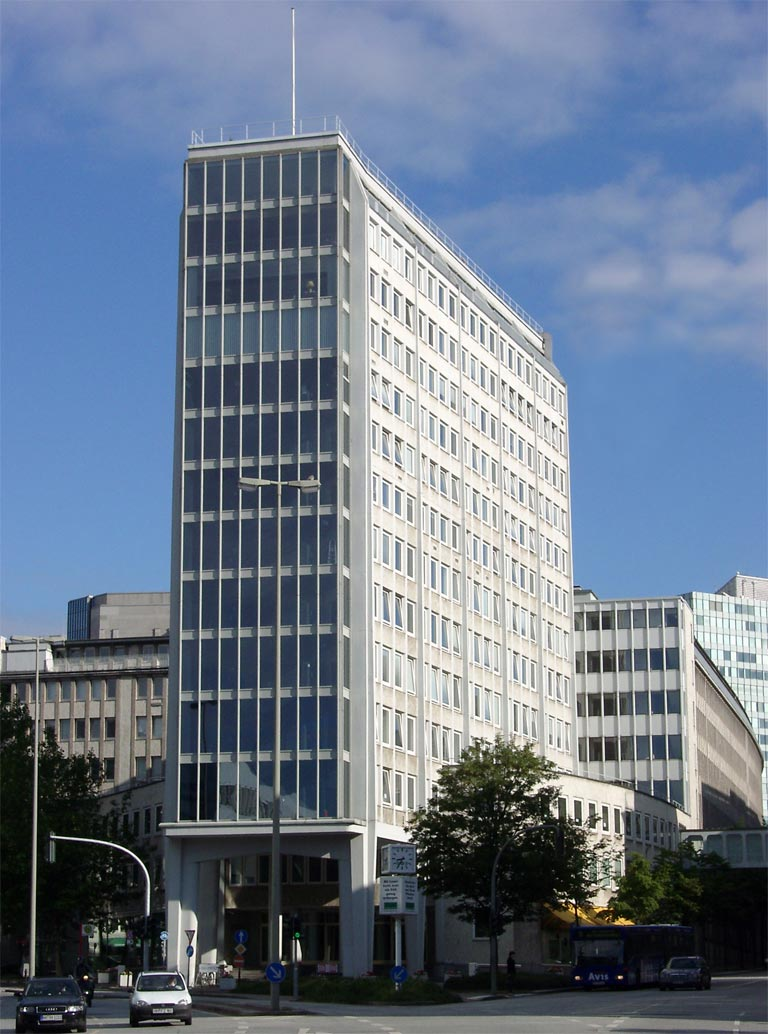
Het Springer-Hochhaus

In Hamburg worden en werden verschillende belangrijke kranten en tijdschriften uitgegeven. Het grootste Duitse weekblad, Der Spiegel, verhuisde er in 1952 naartoe en de prestigieuze wekelijkse krant Die Zeit is er sinds zijn oprichting in 1946 gevestigd. Hamburg is ook de bakermat van de Axel-Springer-Verlag, de uitgever van Die Welt en de Bildzeitung, maar deze verhuisde in 1966 naar Berlijn, waar de beide dagbladen sinds respectievelijk 1966 en 1993 ook vandaan komen. Van beide Springer-kranten en ook van de Tageszeitung, eveneens een Berlijnse krant, verschijnen er in Hamburg wel plaatselijke edities. Uit Hamburg zelf komen het Hamburger Abendblatt, dat in 1948 door Axel Springer werd opgericht en in 2014 aan de Funke Mediengruppe werd verkocht, en de Hamburger Morgenpost, een boulevardkrant van de DuMont Mediengruppe.
Hamburg is ook de vestigingsplaats van de Deutsche Presse-Agentur (DPA), het voornaamste persbureau van Duitsland.
De Norddeutscher Rundfunk (NDR), de publieke omroep voor Hamburg, Nedersaksen, Sleeswijk-Holstein en Mecklenburg-Voor-Pommeren, is in Hamburg gevestigd, zoals dat ook gold voor zijn voorloper, de Nordwestdeutscher Rundfunk. De televisiestudio's bevinden zich in Hamburg-Lokstedt en de radiostudio's in Hamburg-Rothenbaum.

## Bekende personen uit Hamburg
- Lijst van Hamburgers
- Lijst van ereburgers van Hamburg

## Galerij

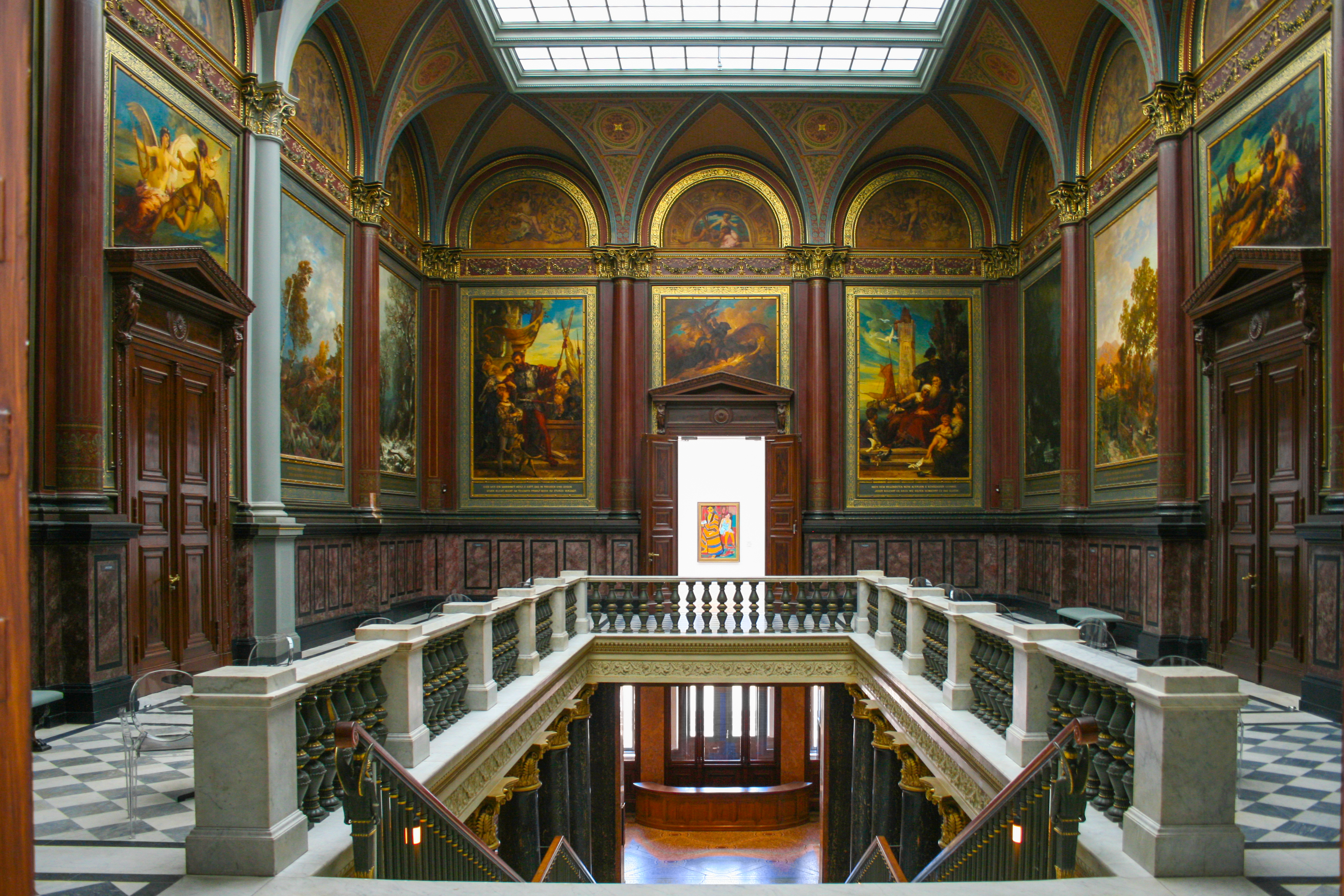
Hamburger Kunsthalle
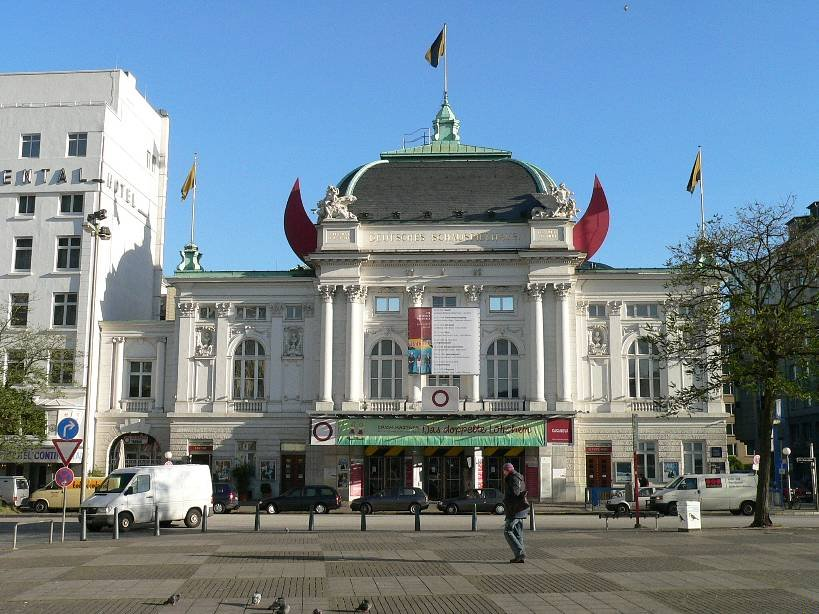
Deutsches Schauspielhaus
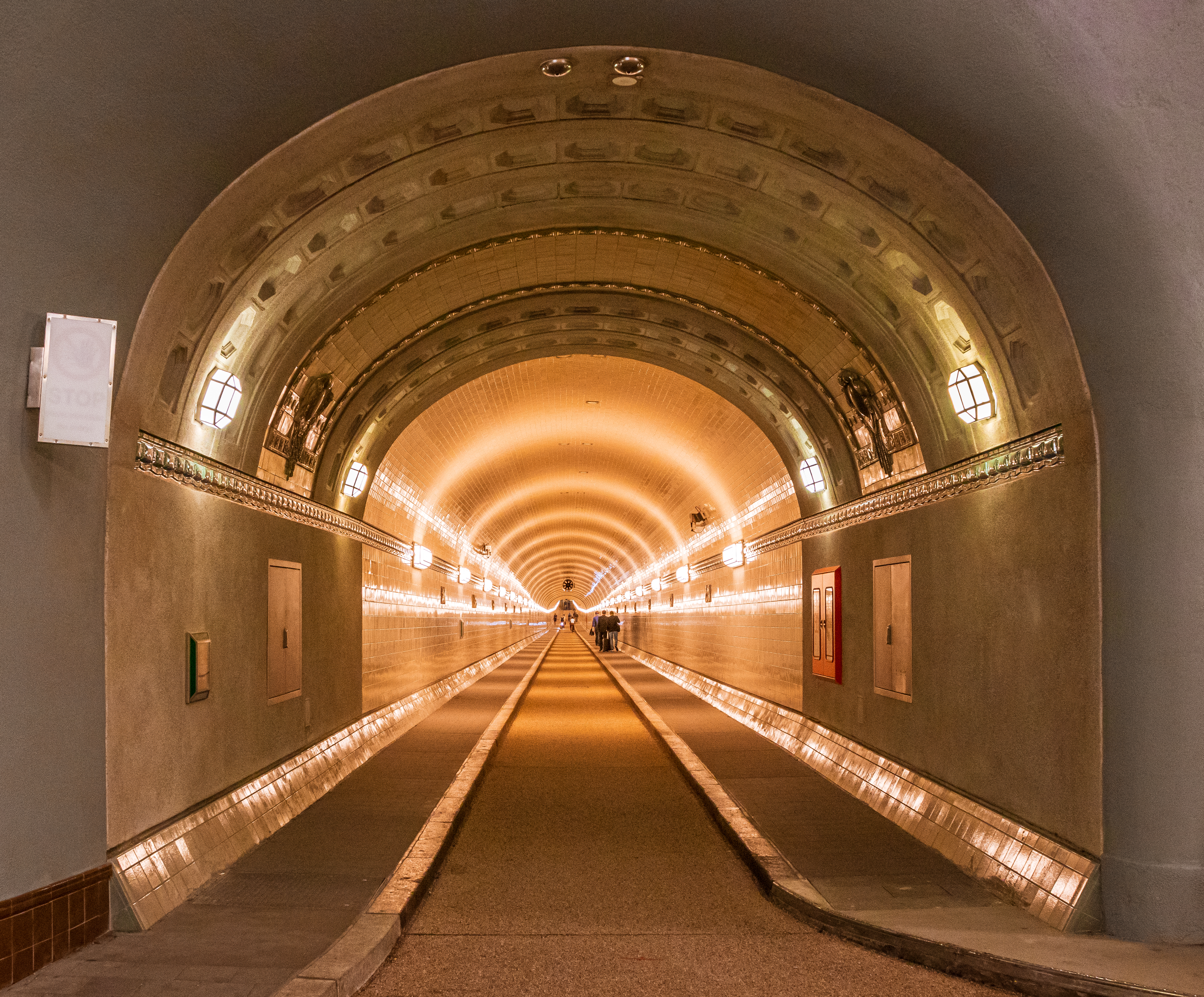
St. Pauli-Elbtunnel
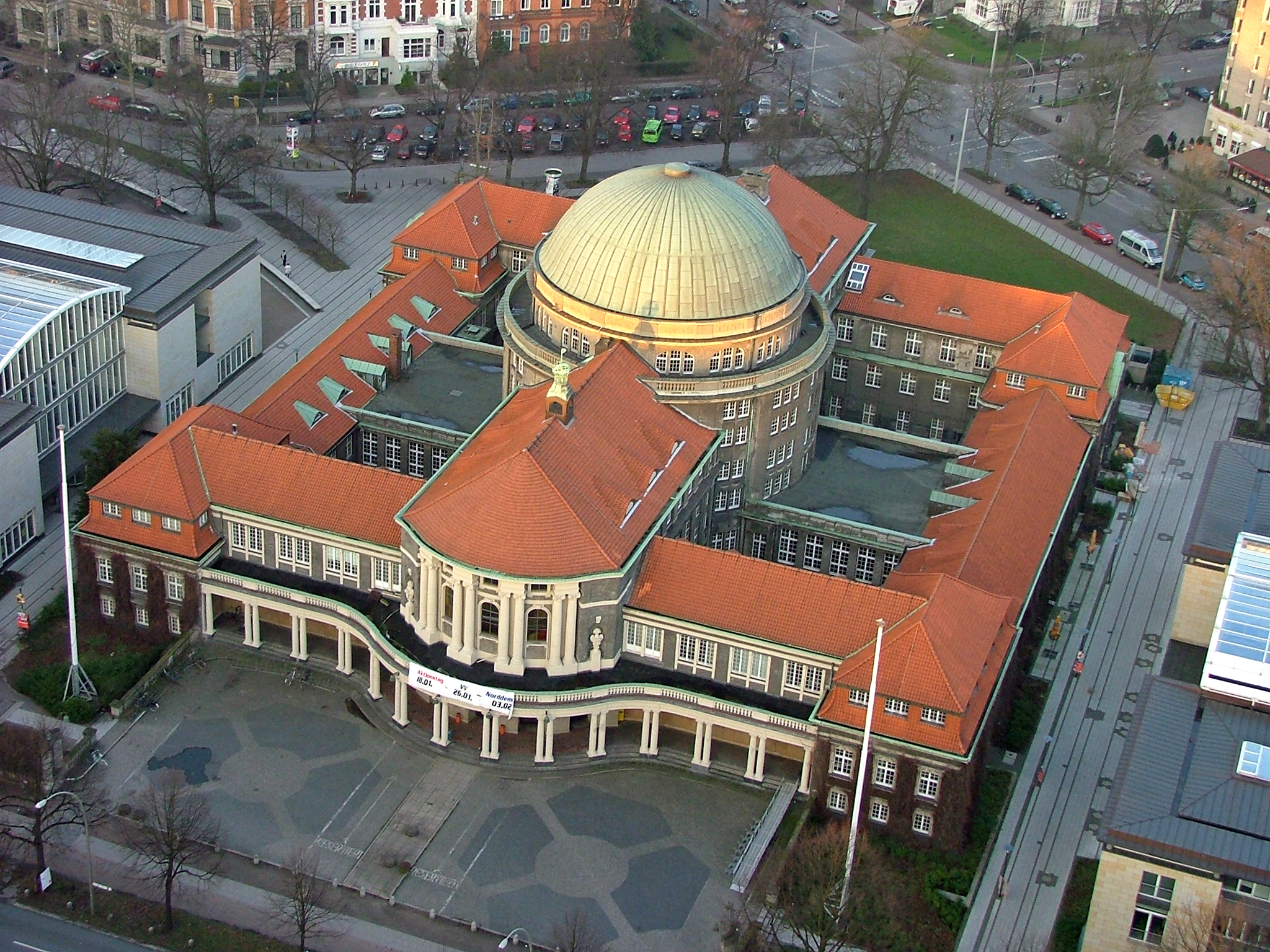
Hoofdgebouw van de universiteit
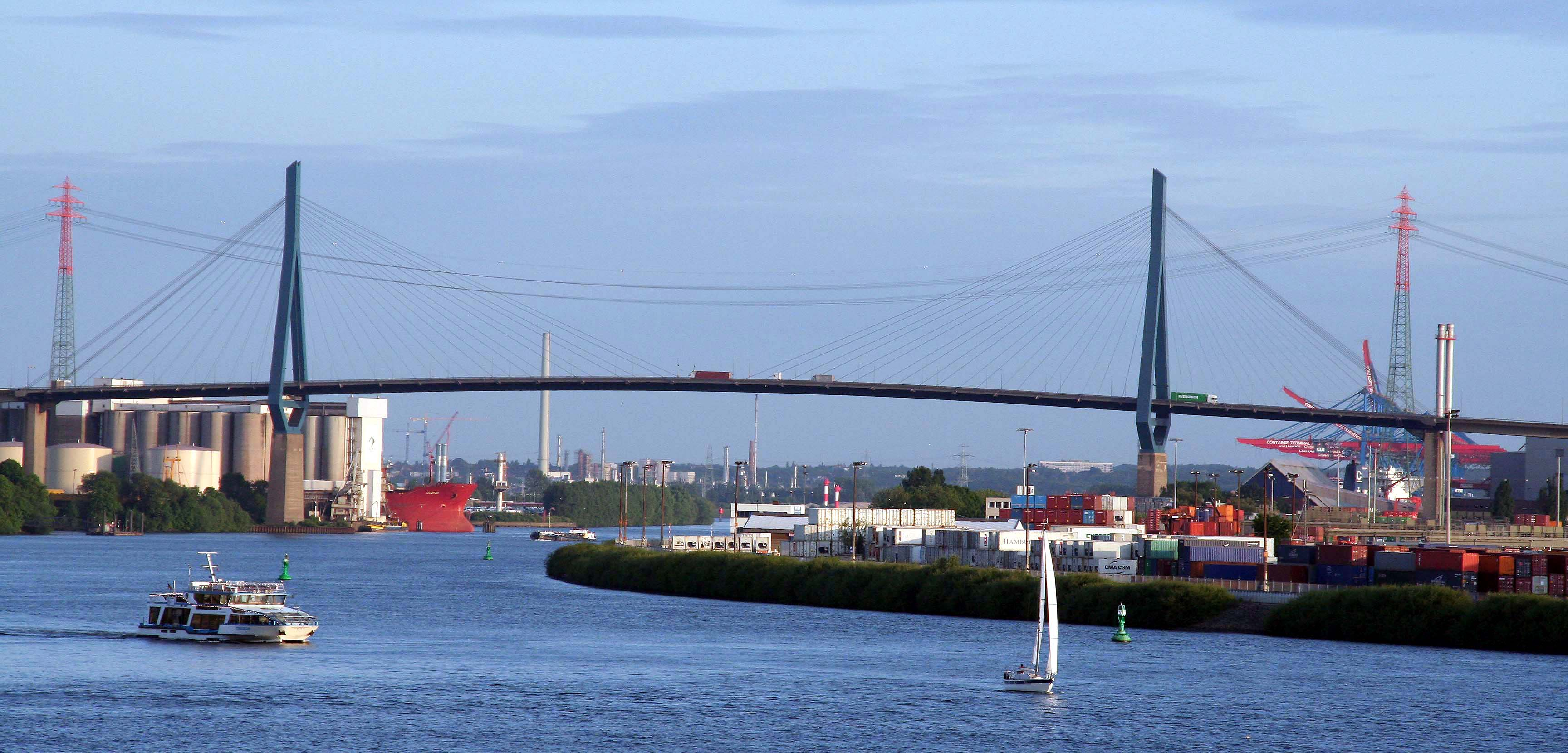
Köhlbrandbrücke
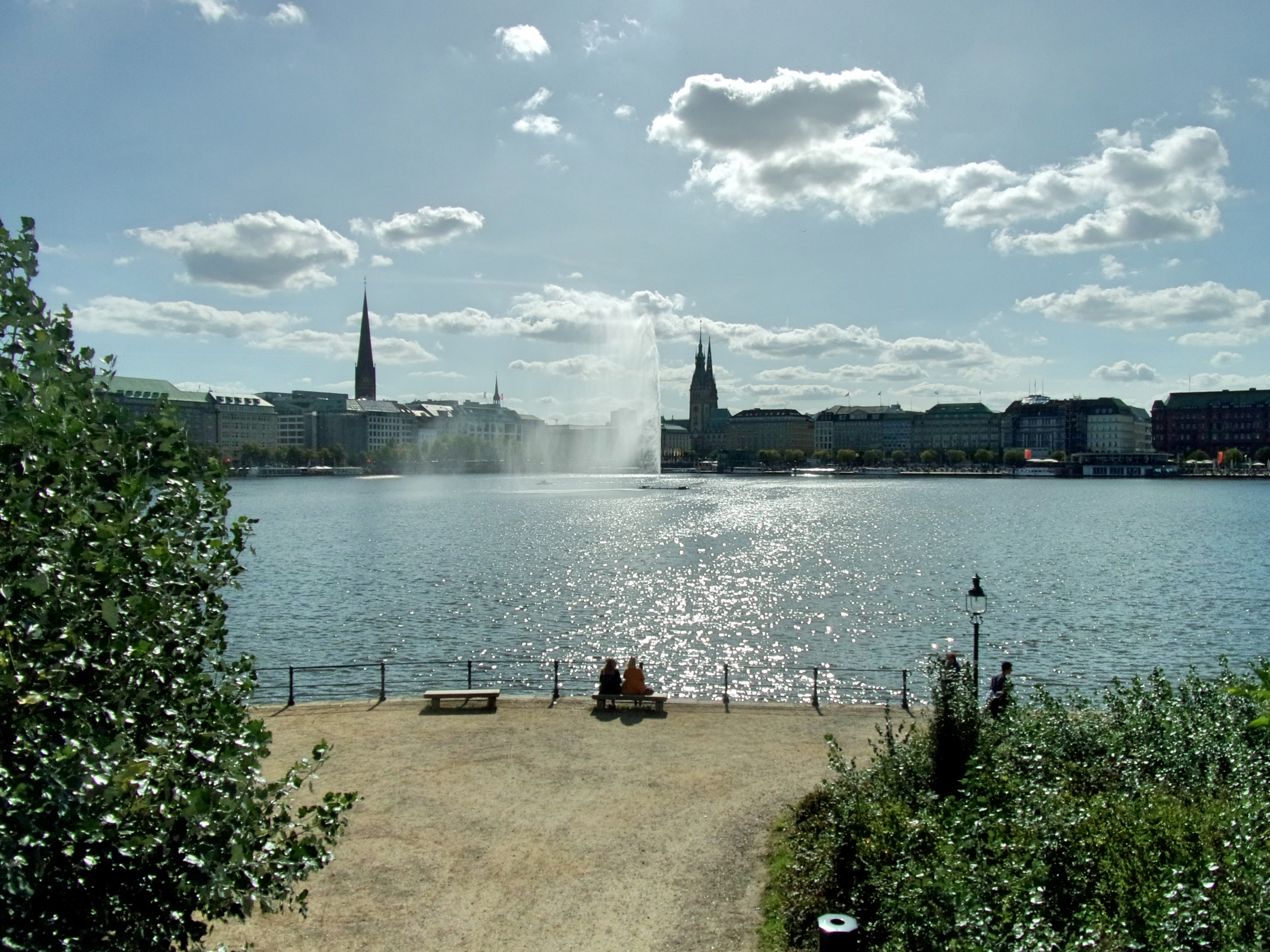
Binnenalster
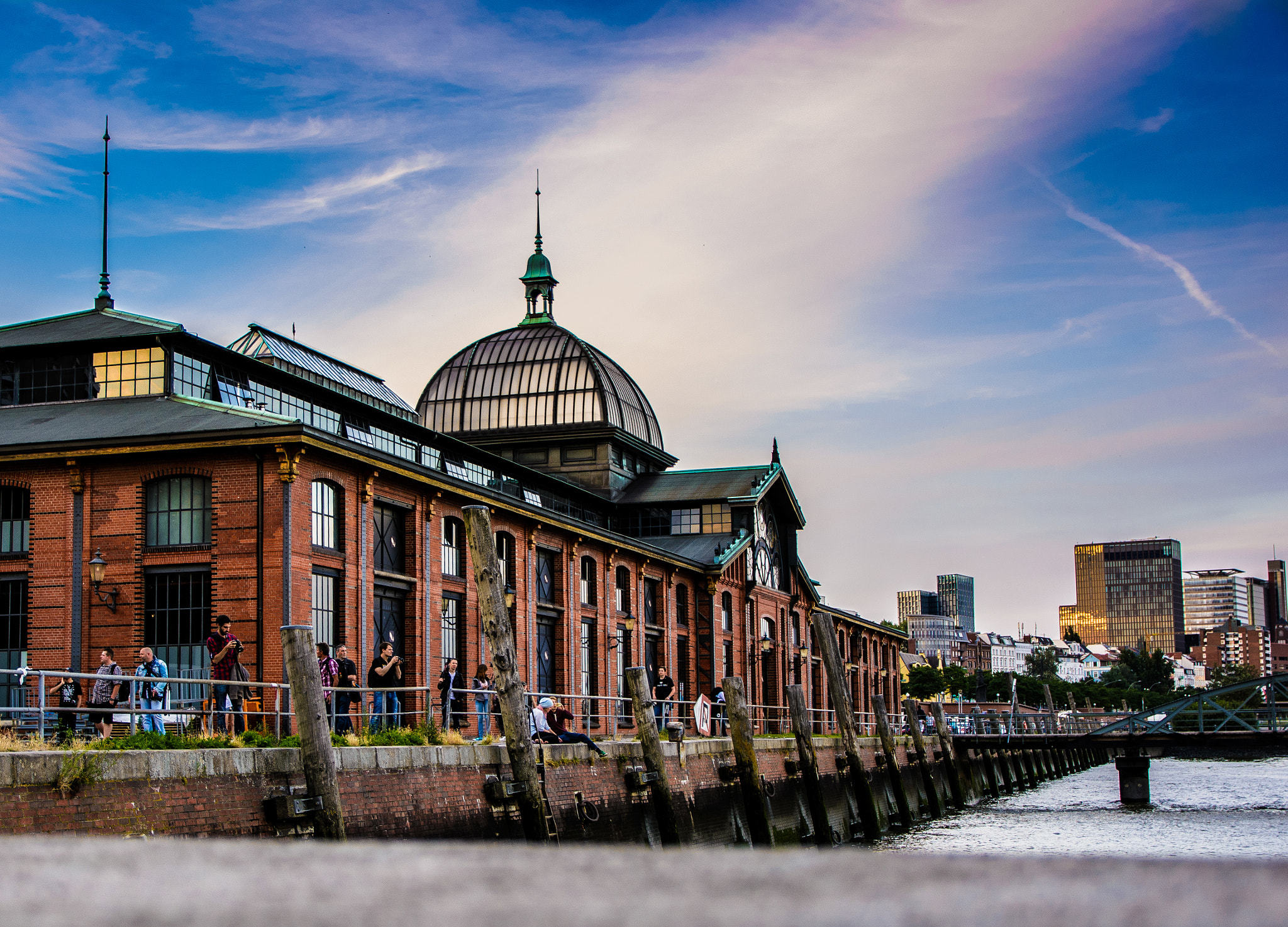
Fischauktionshalle
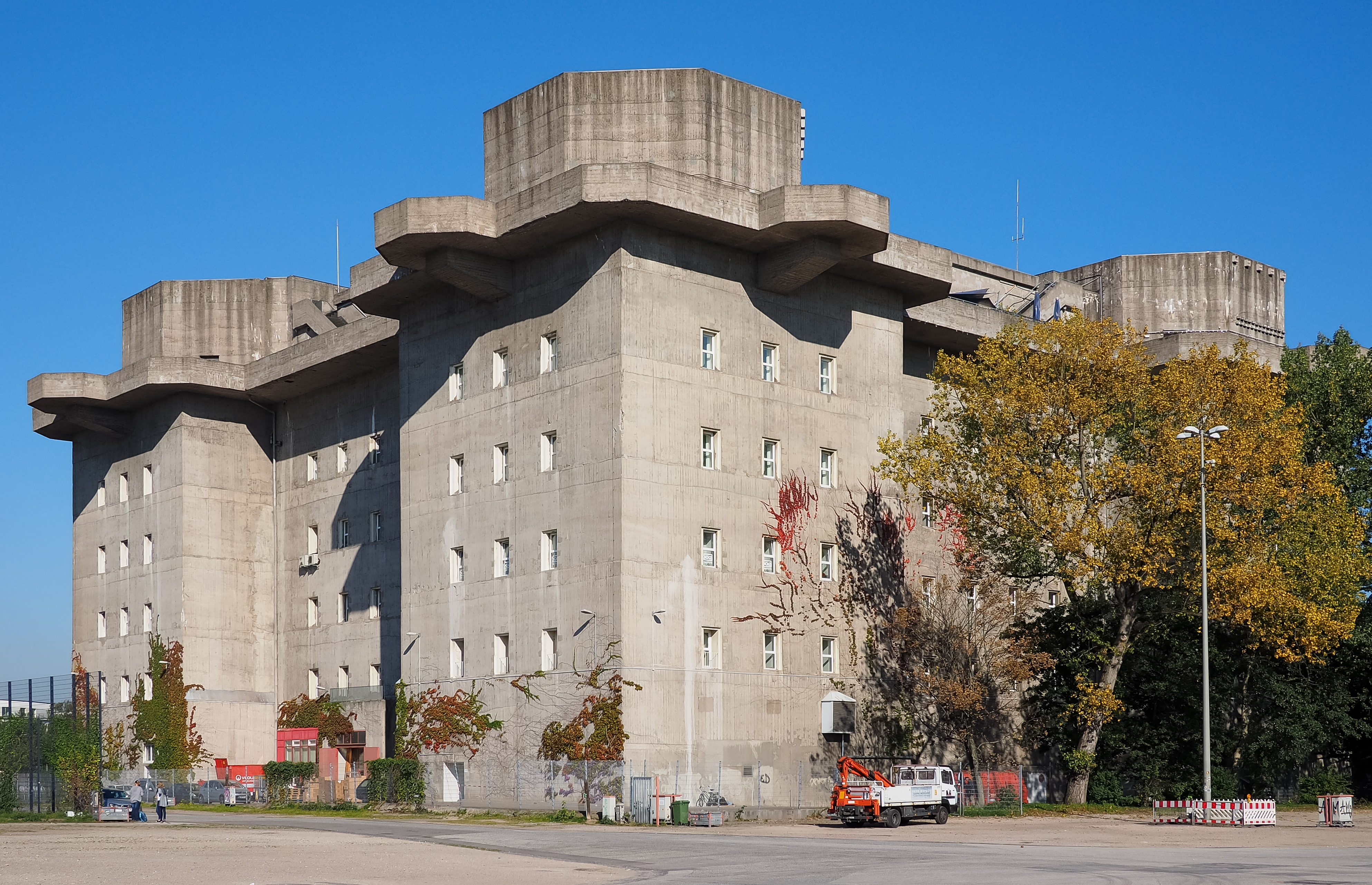
Flakturm IV, Hamburg-St. Pauli
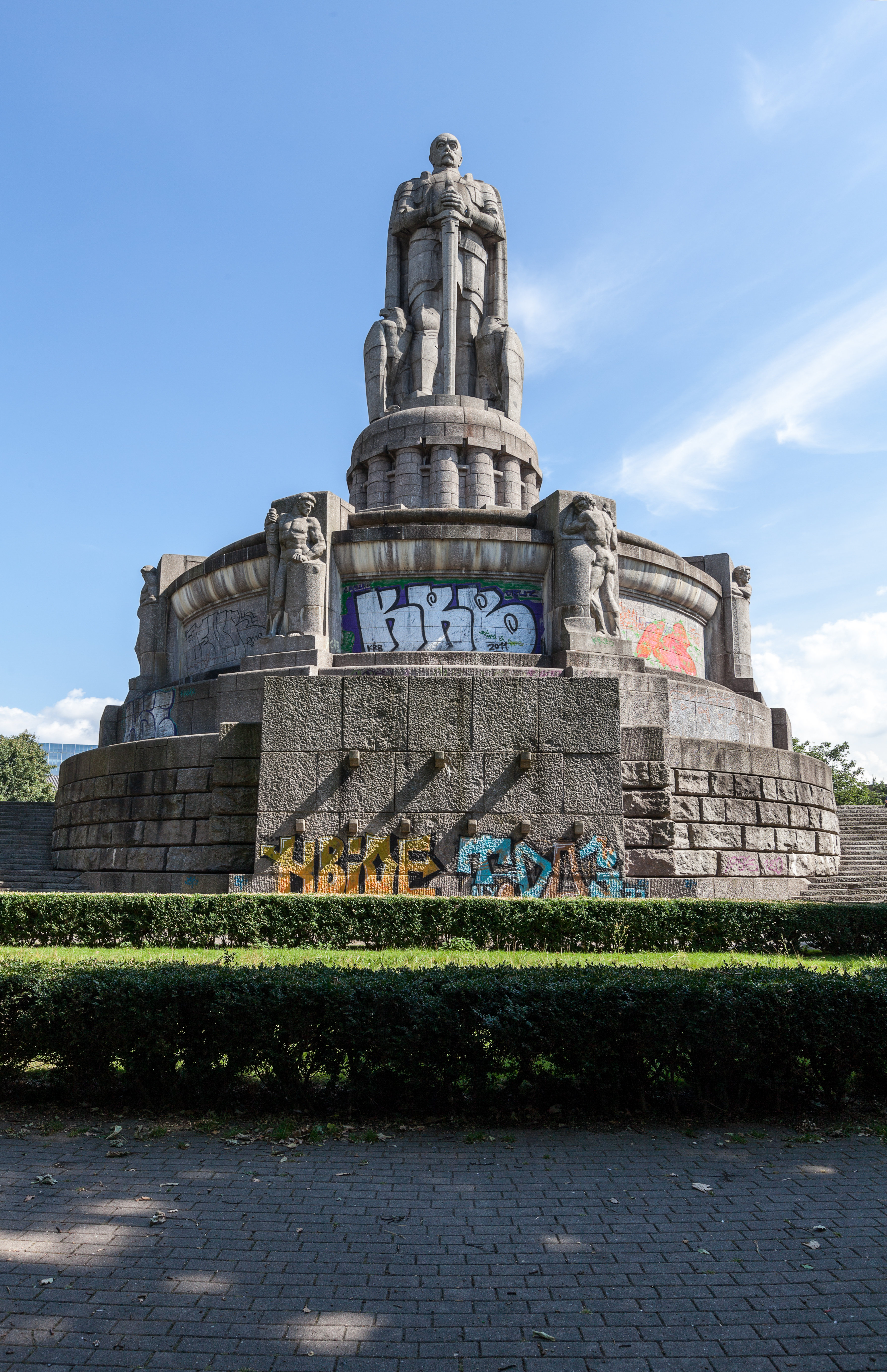
Bismarck-monument
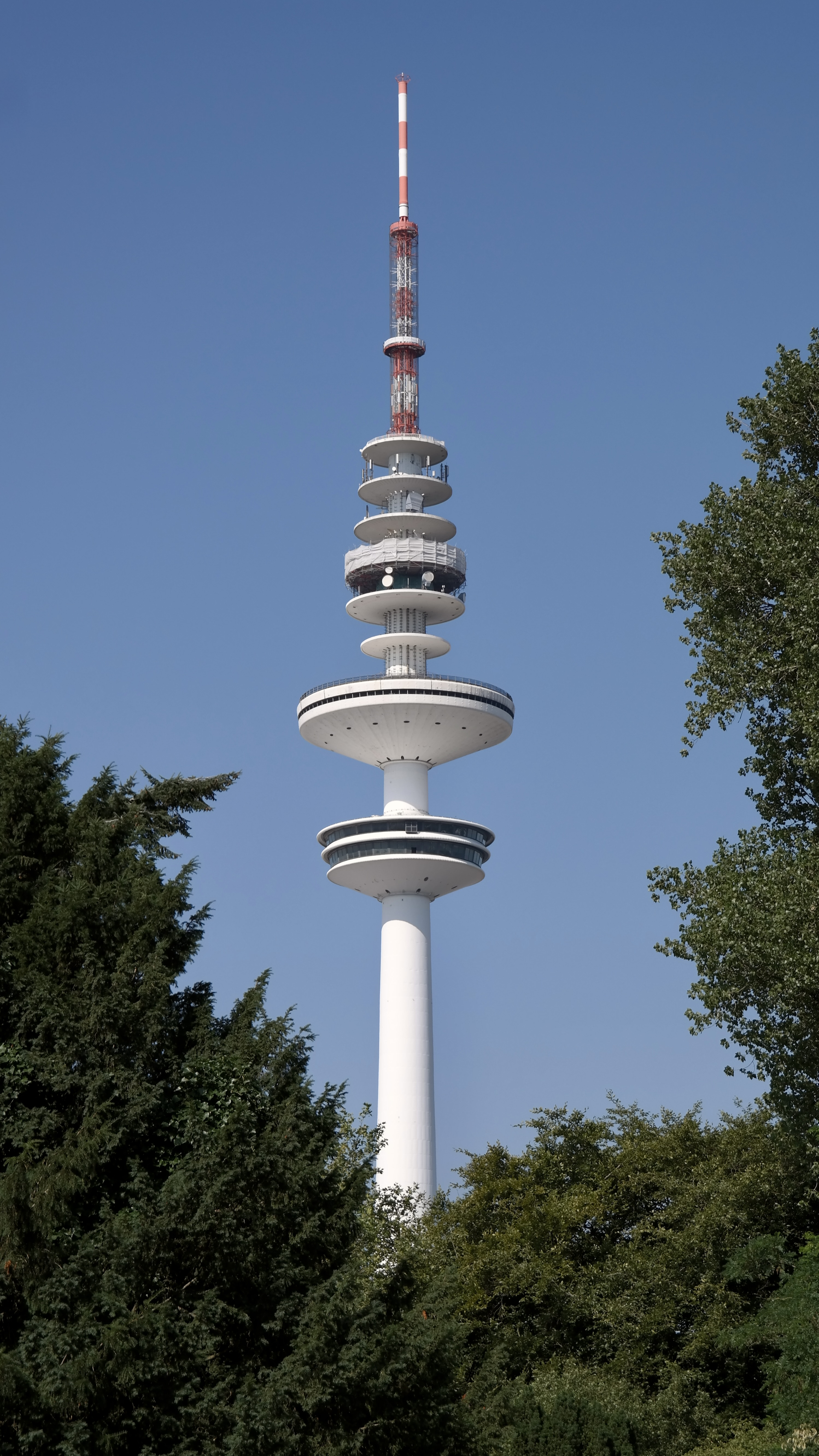
De 276,5 meter hoge Heinrich-Hertz-Turm

## Gedenkplaatsen
- Erebegraafplaats Hamburg
- Neuengamme